# Sauerland
| Basisdaten Sauerland                | Basisdaten Sauerland                             |
| ----------------------------------- | ------------------------------------------------ |
| Bundesländer:                       | Nordrhein-Westfalen, Hessen                      |
| Regierungsbezirke:                  | Arnsberg, Kassel                                 |
| Fläche:                             | 4462,04 km²                                      |
| Einwohner:                          | 882.505 (31. Dez. 2013)                          |
| Bevölkerungsdichte:                 | 198 Einwohner je km²                             |
| Höchster Punkt:                     | 843,2 m ü. NHN (Langenberg)                      |
| Niedrigster Punkt:                  | 106,2 m ü. NHN, an der Ruhr bei Iserlohn-Rheinen |
| Gliederung:                         | mehrere Landkreise                               |
| Karte                               |                                                  |
| Lage des Sauerlandes in Deutschland |                                                  |

Das Sauerland ist eine Mittelgebirgsregion in Westfalen und, je nach Definition, zum Teil auch in Hessen. Es umfasst den nordöstlichen Teil des Rheinischen Schiefergebirges. Eine genaue Abgrenzung ist nicht möglich und die Begriffsdeutung unterliegt einem stetigen Wandel. Im Kern besteht die Region aus dem südlich der Möhne liegenden Teil des früheren, überwiegend katholisch geprägten Herzogtums Westfalen (kurkölnisches Sauerland) und dem südlich der Ruhr liegenden Teil der früheren, überwiegend protestantisch geprägten Grafschaft Mark (märkisches Sauerland). Zu ihm gehört, zumindest in einer der gängigen Definitionen, auch das Upland im hessischen Landkreis Waldeck-Frankenberg. Die Region umfasst verschiedene Teilgebirge. Die höchsten Erhebungen liegen im Rothaargebirge. Dort entspringen auch die Ruhr und die Lenne. Die im Verhältnis zum Landesdurchschnitt dünn besiedelte Region hat viele Waldgebiete und Stauseen. Wirtschaftlich war die Region neben der Land- und Forstwirtschaft vom Erzbergbau sowie der Eisen- und Metallindustrie geprägt. Heute existiert eine überwiegend mittelständische Industrie. Insbesondere im höher gelegenen Ostteil der Region, dem Hochsauerland, ist der Tourismus von großer Bedeutung.

## Geographie

### Lage und Grenzen
Das Sauerland liegt im Süden Westfalens; es umfasst vor allem den ehemals zur Grafschaft Mark und zum Herzogtum Westfalen gehörenden, nordöstlichen Teil des Rheinischen Schiefergebirges sowie angrenzende Gebiete. Da Regionen immer einer freien Grenzziehung unterliegen und da die Region Sauerland nicht auf ein historisches Territorium zurückgeht, existiert keine feste Grenzdefinition. Zudem unterlag und unterliegt der Begriff einem stetigen Bedeutungswandel (→ siehe Begriffsgeschichte).
Im Westen, Süden und Osten folgt die Grenzziehung meist historischen Grenzen, während im Norden der Wechsel im Landschaftsbild herangezogen wird. Eine mögliche Grenzziehung nennt im Westen die Wasserscheide zwischen Ennepe und Volme und die sich südwärts anschließende Wasserscheide zwischen Agger und Bigge als Grenze. Dies entspricht der historischen Grenze zwischen der Grafschaft Mark und dem Herzogtum Berg beziehungsweise zwischen den preußischen Provinzen Westfalen und Rheinland. Zum Teil liegt die so skizzierte Westgrenze im heutigen Ennepe-Ruhr-Kreis; diese Gebiete werden zunehmend zum Ruhrgebiet gezählt. Dies gilt auch für die Stadt Hagen. Im Süden werden Sieger- und Wittgensteiner Land abgegrenzt; doch werden trotz aller historischen Differenzen gerade diese beiden Regionen immer wieder gemeinsam mit dem Sauerland genannt. Im Allgemeinen werden die drei Regionen mit anderen Gebieten zur Region Südwestfalen zusammengefasst. Weiter im Osten könnten die Zechsteinsenke von Korbach und der Südostrand des Rothaargebirges herangezogen werden. Dies entspricht der historischen Grenze zur Grafschaft Waldeck; jedoch wird das waldeckische Upland zum Hochsauerland gezählt. Im Norden können Ruhr, Möhne und der südliche Rand der Kreideschichten der Westfälischen Bucht herangezogen werden, wobei auch Teile der Haar und des Hellwegraums zum Sauerland gezählt werden. Daneben gibt es zahlreiche weitere Definitionen des Sauerlands, etwa als Quellgebiet von Ruhr und Lenne.
Im naturräumlich-geographischen Sinne gehört das Sauerland zur Haupteinheitengruppe 33 „Süderbergland“, die auch als „Bergisch-Sauerländisches Gebirge“ bezeichnet wird.

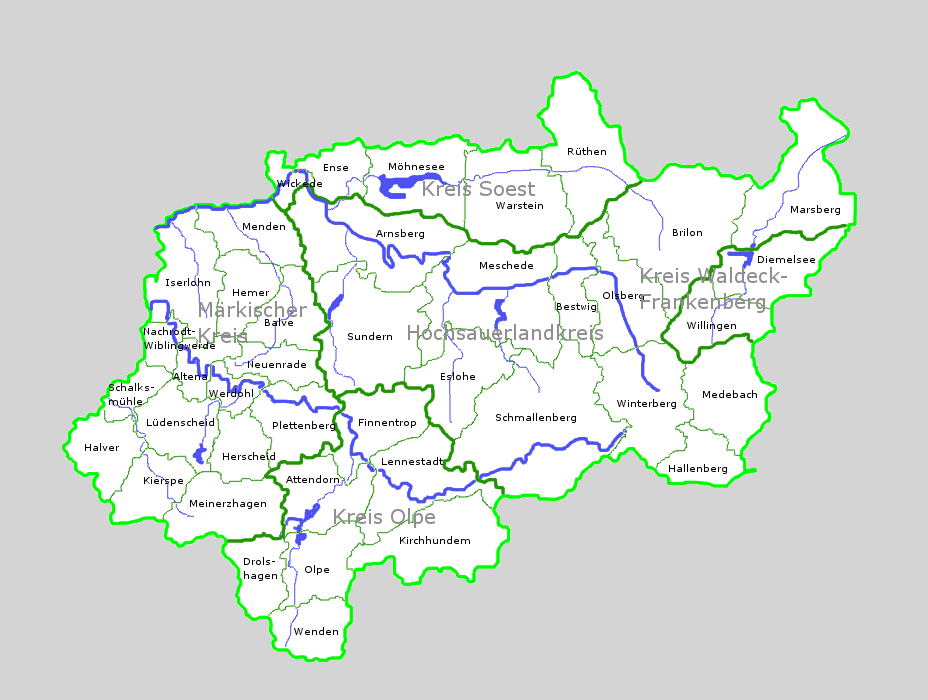
Politische Gliederung des Sauerlandes. Unter natur- und kulturräumlichen Aspekten sind die Außengrenzen weniger genau definiert und weichen teilweise von den hier abgebildeten politischen Grenzlinien ab.

### Städte und Landkreise
Die einwohnerstärkste Stadt des Sauerlands ist Iserlohn mit 91.811 Einwohnern. Arnsberg (74.879 Einwohner) und Lüdenscheid (71.212 Einwohner) sind die nächstgrößten Städte. Die flächenmäßig größten Städte sind Schmallenberg (303,07 km²), Brilon (229,01 km²) und Meschede (218,40 km²).
Im Sauerland gab es nie eine Stadt, die als Oberzentrum fungierte.
Der weitaus größere, zu Nordrhein-Westfalen gehörende Teil des Sauerlandes umfasst im Westen den Märkischen Kreis, im Süden den Kreis Olpe und in der Mitte und im Osten den Hochsauerlandkreis, der flächenmäßig den größten Teil des Sauerlands ausmacht.
Daneben werden auch der südliche Teil des Kreises Soest und das Upland im Landkreis Waldeck-Frankenberg meist zum Sauerland gezählt (s. Karte „Politische Gliederung des Sauerlandes“).
Neben den genannten Gebieten und Städten werden zum Teil auch einzelne Gemeinden der Kreise Unna, Paderborn und Ennepe-Ruhr-Kreis sowie die kreisfreie Stadt Hagen oder die Gebirgsteile des Stadtgebiets zum Sauerland gezählt.

### Nachbarregionen
Im Süden geht das Sauerland ins Wittgensteiner Land und Siegerland über, im Westen ins Bergische Land. Alle drei Landschaften sind ebenfalls Teile des Süderberglandes und aus historischen Gründen abgegrenzt.
Im Nordwesten grenzt das Sauerland an das Ruhrgebiet. Historisch wie naturräumlich überschneiden sich Teile der beiden Regionen, sie unterlagen aber anderen wirtschaftlichen Entwicklungen.
Weiter östlich grenzt das Sauerland an die Hellwegbörden, zum Beispiel an die Soester Börde, und im Nordosten und Osten an das ostwestfälische Hochstift Paderborn. Diese Regionen liegen in der Westfälischen Bucht und unterscheiden sich damit landschaftlich vom Sauerland.
Nachbarregion im Südosten und Süden ist Waldeck, das sich historisch vom Sauerland abgrenzt. Eine Sonderstellung hat das Upland, das beiden Regionen zugerechnet wird.
Das Bergische Land wird zum Rheinland, Waldeck zu Nordhessen und alle übrigen Nachbarregionen werden wie das Sauerland zu Westfalen gezählt.

### Berge
Die höchsten Berge des Sauerlandes, alle im Rothaargebirge gelegen, sind der Langenberg (843,2 m ü. NHN) zwischen Willingen und Niedersfeld, der Hegekopf (842,9 m) südlich von Willingen und der Kahle Asten (841,9 m) bei Winterberg. Der Langenberg ist die höchste Erhebung im Rothaargebirge, in Nordrhein-Westfalen und in Nordwestdeutschland. Über seinen Gipfel verläuft die Grenze von Nordrhein-Westfalen und Hessen. Der Hegekopf, der ganz auf hessischem Gebiet liegt, ist nach dem Langenberg der zweithöchste Berg im Nordteil von Nordhessen.
Neben dem Rothaargebirge wird die Region von weiteren Gebirgszügen geprägt. Dazu zählen die Saalhauser Berge (Himberg, 687,7 m), das Ebbegebirge (Nordhelle, 663,3 m), das Lennegebirge (Homert, 656,1 m) und das Nordsauerland (Plackweghöhe, 581,5 m).
- Siehe auch: Liste von Bergen des Rothaargebirges

Blick über das Sauerland von der Aussichtsstelle an Startplatz für Gleitschirmflieger oberhalb von Wenholthausen
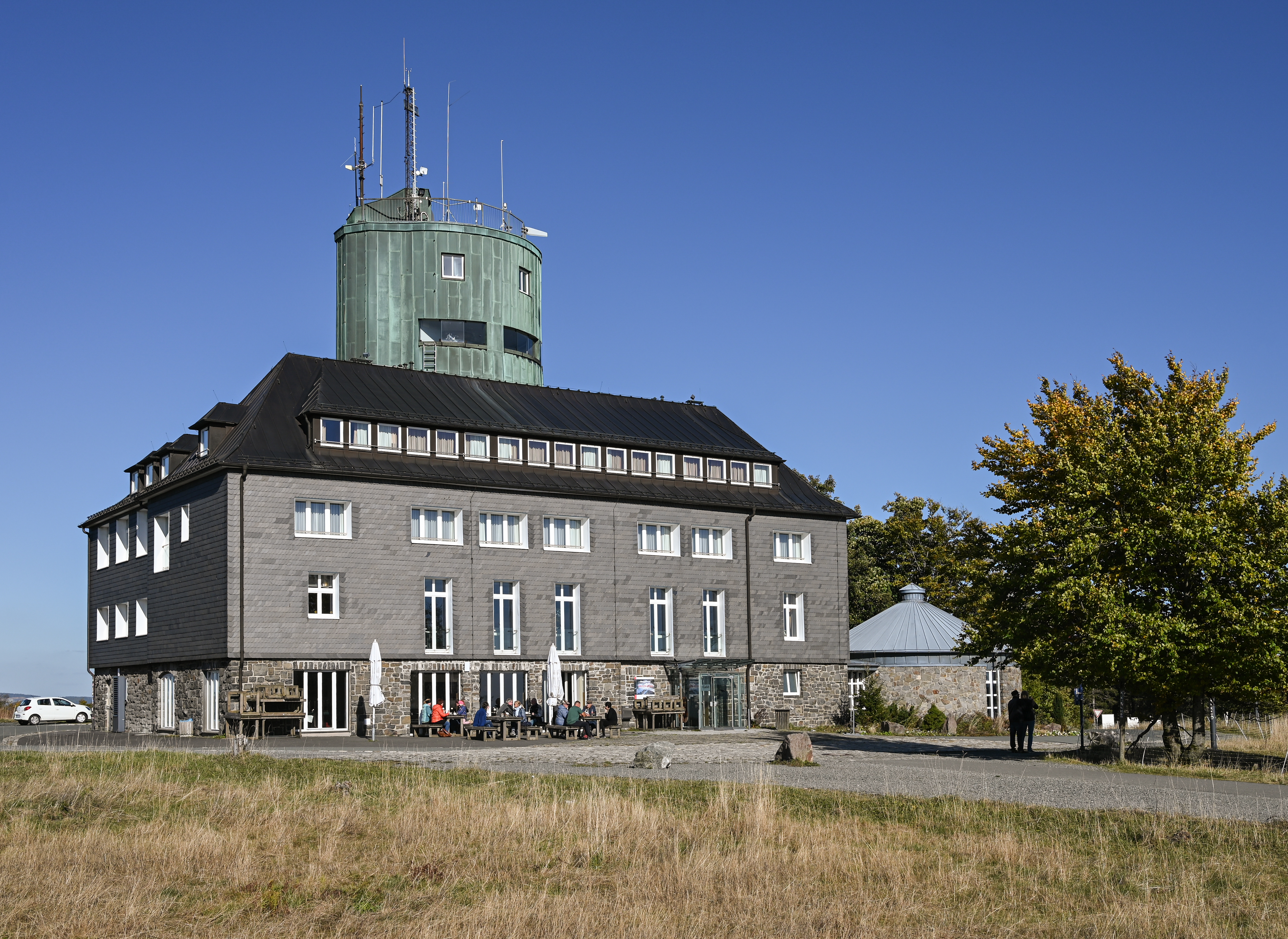
Astenturm, Kahler Asten

### Fließgewässer
Durch das Sauerland und über seinen höchsten Gipfel, den Langenberg, verläuft in Nord-Süd-Richtung die Rhein-Weser-Wasserscheide. Der größere, westlich davon gelegene Teil des Sauerlandes entwässert größtenteils über die Ruhr und ihre linken Nebenflüsse zum Rhein, während einige Randbereiche im Nordosten auch zur Lippe entwässern.
Andere Rhein-Nebenflüsse verlaufen zwar zum Teil (die Lahn im Wittgensteiner Land) bzw. fast gänzlich (die Sieg im Siegerland und die Wupper im Bergischen Land) im Süderbergland, jedoch in Teilen, die nicht zum Sauerland gehören.
Der Osten des Sauerlandes, insbesondere das gesamte Upland, entwässert über die Diemel und Nebenflüsse der Eder zur Weser hin.

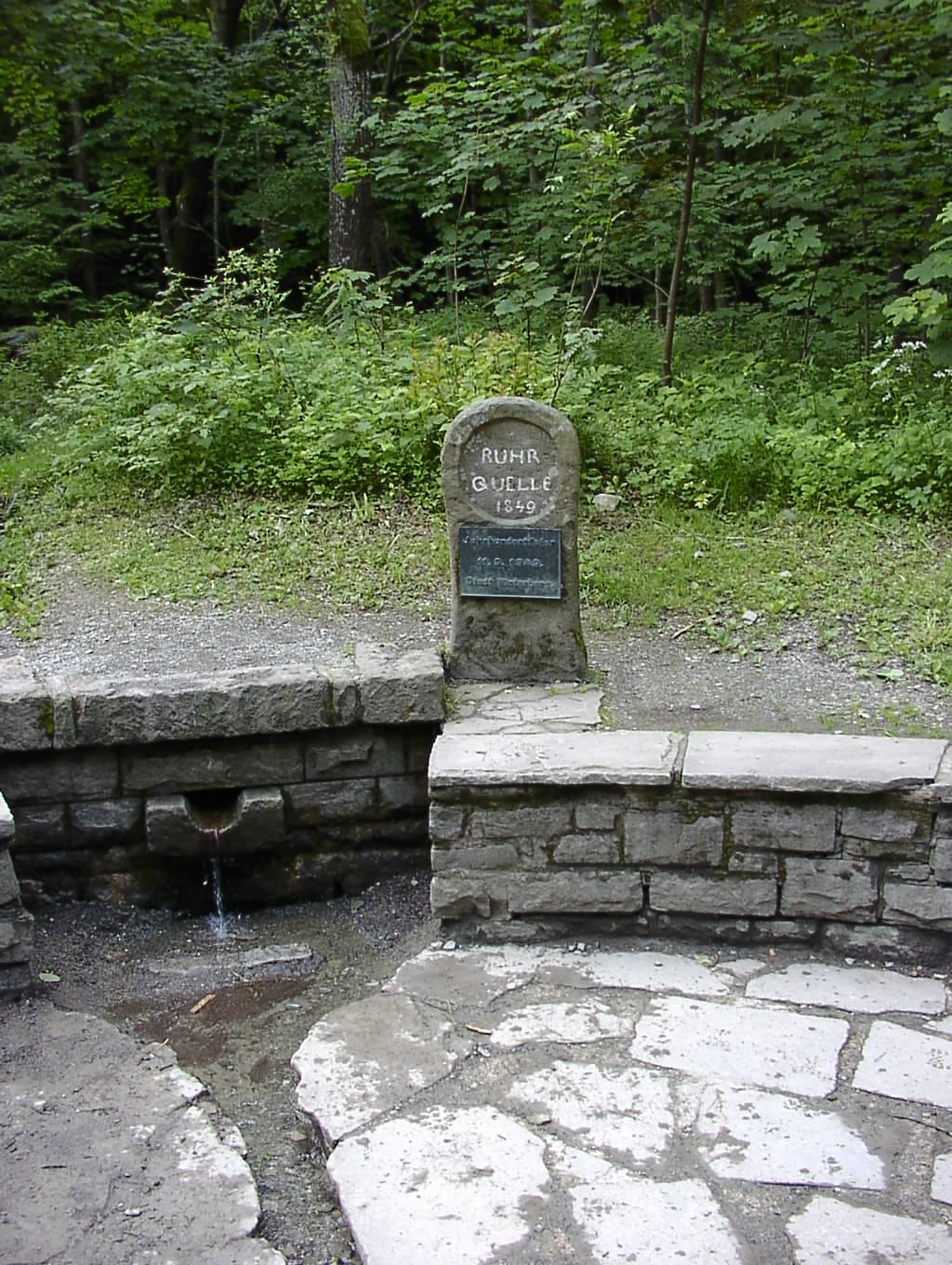
Ruhrquelle bei Winterberg

Die wichtigsten Flüsse des Sauerlands sind (nach Flusssystem und Zuflusshöhe geordnet):
| - Ruhr - Neger - Elpe - Henne - Wenne - Röhr - Sorpe - Möhne - Hönne - Baarbach - Lenne - Hundem - Bigge - Lister - Ihne - Fretterbach - Verse - Volme - Ennepe | - (Weser) - Diemel - Itter - Hoppecke - Schmala - (Eder) - Odeborn - Nuhne - Liese - Olfe - Orke - Wilde Aa | - (Lippe) - Alme - Afte - Aabach |

### Stauseen

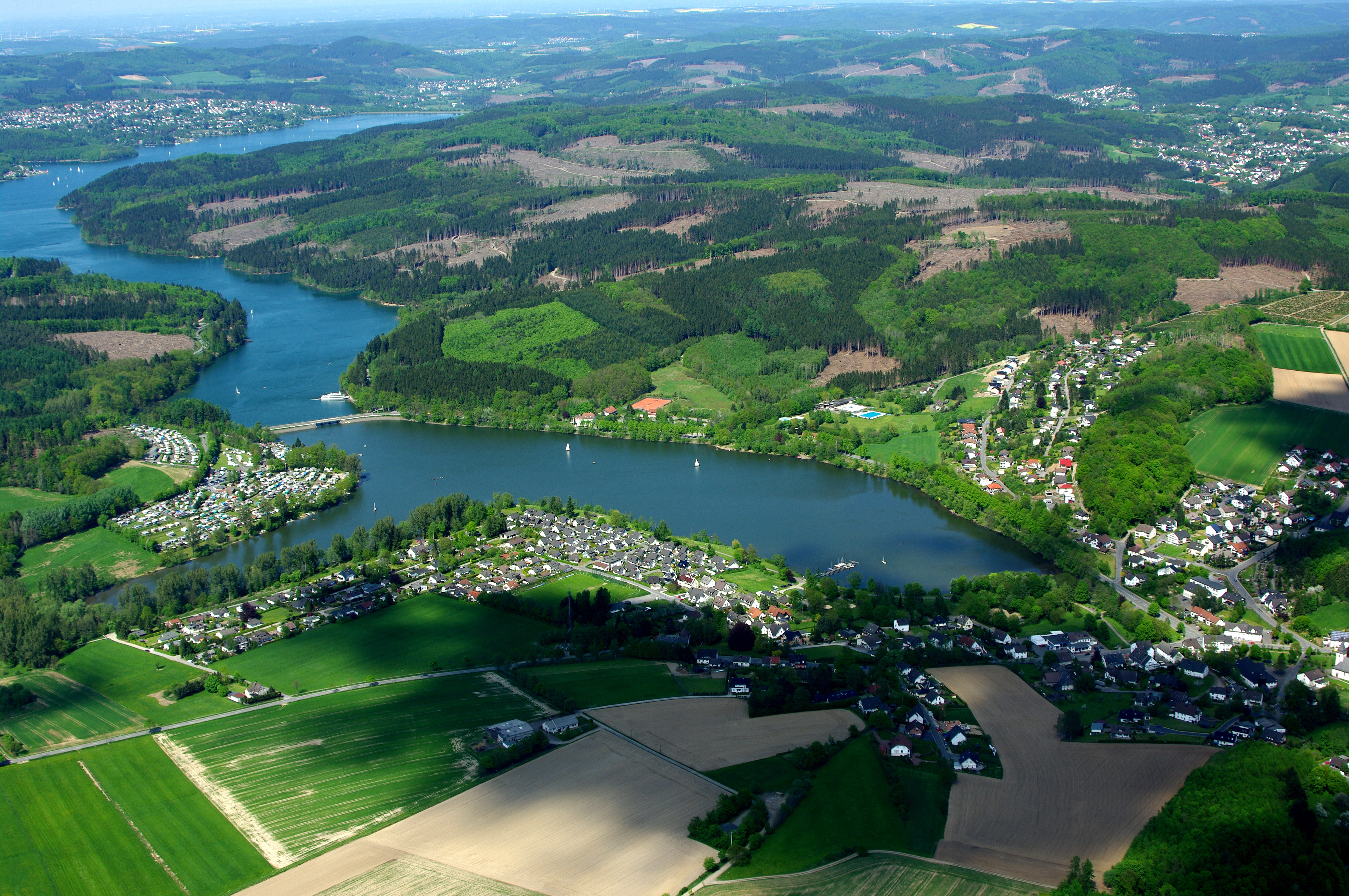
Sundern-Amecke an der Sorpetalsperre

Durch die Industrialisierung nahm vor allem im Ruhrgebiet der Bedarf an Trink- und Industriewasser zu. Es entstanden am Unterlauf der Ruhr zahlreiche Wasserwerke, die aber in trockenen Sommern häufig trockenlagen. Zur Regulierung gründeten die Wassererzeuger im Ruhrgebiet 1899 den Ruhrtalsperrenverein. Vor allem diese Organisation finanzierte den Bau von Stauanlagen an einigen kleineren Flüssen im Sauerland. Diese speichern im Herbst und Winter das Wasser und lassen es im Frühjahr und Sommer kontrolliert abfließen, um stets einen ausreichenden Wasserstand im Unterlauf der Ruhr zu gewährleisten. Die größten dieser Talsperren sind der Biggesee (mit der Listertalsperre), die Möhnetalsperre, die Sorpetalsperre, die Hennetalsperre und die Versetalsperre. Am nordöstlichen Rand und nur knapp in den benachbarten Landkreisen gelegen befinden sich der Diemelsee (liegt zum Teil in Nordrhein-Westfalen) und der Aabachsee.
Die Stauseen sind auch als Ausflugsziele für Bewohner des Ruhrgebiets und aus den Niederlanden beliebt. Um die meisten dieser Seen hat sich eine Tourismus-Wirtschaft mit Gastronomie und Freizeitmöglichkeiten zur Naherholung gebildet.

### Bevölkerungsentwicklung und Siedlungsdichte
| Bevölkerungsentwicklung der Kreise 1950–2004 (Gebietsstand: 2005) | Bevölkerungsentwicklung der Kreise 1950–2004 (Gebietsstand: 2005) | Bevölkerungsentwicklung der Kreise 1950–2004 (Gebietsstand: 2005) | Bevölkerungsentwicklung der Kreise 1950–2004 (Gebietsstand: 2005) | Bevölkerungsentwicklung der Kreise 1950–2004 (Gebietsstand: 2005) | Bevölkerungsentwicklung der Kreise 1950–2004 (Gebietsstand: 2005) |
| Gebiet                                                            | 1950                                                              | 1961                                                              | 1970                                                              | 1987                                                              | 2004                                                              |
| ----------------------------------------------------------------- | ----------------------------------------------------------------- | ----------------------------------------------------------------- | ----------------------------------------------------------------- | ----------------------------------------------------------------- | ----------------------------------------------------------------- |
| Hochsauerlandkreis                                                | 226.063                                                           | 237.565                                                           | 263.920                                                           | 260.265                                                           | 277.715                                                           |
| Märkischer Kreis                                                  | 343.600                                                           | 399.213                                                           | 432.405                                                           | 421.321                                                           | 451.421                                                           |
| Kreis Olpe                                                        | 097.831                                                           | 108.138                                                           | 119.184                                                           | 125.142                                                           | 142.140                                                           |
| Kreis Soest                                                       | 222.459                                                           | 231.687                                                           | 257.030                                                           | 266.693                                                           | 309.013                                                           |

Zwar gilt das Sauerland als eher dünn besiedeltes Gebiet; abhängig von der wirtschaftlichen Entwicklung gab und gibt es jedoch erhebliche Unterschiede in der Bevölkerungsdichte.
Insgesamt lässt sich hinsichtlich der Bevölkerungsentwicklung und Siedlungsdichte ein deutliches West-Ost-Gefälle ausmachen. Das früh industrialisierte Gebiet des heutigen Märkischen Kreises hatte im 19. Jahrhundert durch Zuwanderung, auch aus dem Hochsauerland, ein beachtliches Bevölkerungswachstum. Dort wurde bereits Eisenerz abgebaut und mit einheimischer Holzkohle verhüttet (etwa in der Luisenhütte Wocklum), als es das Ruhrgebiet als industrielles Ballungsgebiet noch gar nicht gab. Nach 1870 holte der nordwestlichste Teil des heutigen Hochsauerlandkreises (vor allem in Neheim und Hüsten) auf und unterschied sich kaum von der Entwicklung in der Mark.
| Kreis               | Einw. pro km² |
| ------------------- | ------------- |
| Hochsauerlandkreis  | 141,8         |
| Märkischer Kreis    | 426,3         |
| Kreis Olpe          | 200,0         |
| Kreis Soest         | 232,8         |
| Nordrhein-Westfalen | 530,3         |

Dagegen waren die gering industrialisierten Gebiete in den heutigen Kreisen Hochsauerland, Olpe und Soest zeitweise Aus- und Abwanderungsgebiete mit einer entsprechend niedrigen Bevölkerungszunahme. Der Landrat von Brilon schätzte zu Beginn der 1870er Jahre, dass allein von 1845 bis 1864 über 500 Personen nach Amerika ausgewandert waren. In der Phase der Hochindustrialisierung verlor die Auswanderung nach Übersee zu Gunsten der Abwanderung in die benachbarten Industriegebiete an Bedeutung. Bereits zu Beginn der 1860er Jahre zählte man im Kreis Brilon nur etwa 180 Auswanderungen nach Übersee, aber über 600 Umzüge innerhalb des preußischen Staates. Hauptzielgebiete waren die Industrieorte im westlichen Teil des Sauerlandes und das Ruhrgebiet.
Wenngleich im 20. Jahrhundert die wirtschaftlichen Unterschiede abnahmen, ist die Bevölkerungsdichte noch immer außerordentlich unterschiedlich. Während der Märkische Kreis nur wenig unter dem Durchschnitt von Nordrhein-Westfalen liegt, ist die Bevölkerungsdichte vor allem im Hochsauerland um ein Mehrfaches geringer. Hier ist sie zwischen den beiden größten Städten Arnsberg und Meschede sowie im Röhrtal in Richtung Sundern am größten.
Generell ist ein signifikanter Bevölkerungsrückgang seit 2004 zu konstatieren. So hatte der Hochsauerlandkreis im Jahr 2010 nur noch rund 267.000 Einwohner, der Märkische Kreis 2012 nur noch rund 419.000 Einwohner. Mittelfristig rechnet der Landesbetrieb Information und Technik Nordrhein-Westfalen in seiner Prognose 2014/2015 zum Beispiel für den Hochsauerlandkreis mit einem weiteren Bevölkerungsrückgang bis 2040 um 16 Prozent (entsprechend rund 40.000 Einwohner) und für den Märkischen Kreis für den gleichen Zeitraum (2015–2040) um 20 Prozent (entsprechend etwa 78.000 Einwohner). Noch deutlicher ist für den gleichen Zeitraum (2014–2040) gemäß Prognose des Landesbetriebs aufgrund des demographischen Wandels der Rückgang der Erwerbspersonen. Für den Hochsauerlandkreis um 27,4 % (von 136.400 auf 99.700; mithin −36.700) und für den Märkischen Kreis um 28,6 % (von 200.500 auf 143.100; mithin −57.400).

## Geologie
Das Sauerland ist Teil des Rheinischen Schiefergebirges. Das meiste Gestein entstand während des Devons, als das ganze Gebiet ein seichtes Meer war. Aus diesem Grund sind Schiefer, Sandstein, Grauwacken und Kalkstein die häufigsten Gesteine. Daneben kommen im östlichen Sauerland vulkanische Gesteine des Devons vor, und an manchen Stellen bildeten sich am Meeresgrund Erze, wie sie etwa in Meggen abgebaut wurden.
Die gebirgsbildenden Kräfte der variszischen Orogenese im Karbon haben die ehemals waagrechten Gesteinsschichten in Falten gelegt, die an vielen Stellen durch Überschiebungen und Verwerfungen gestört sind. Das damals entstandene Gebirge wurde rasch wieder abgetragen, so dass das Gebiet des späteren Sauerlandes lange nahezu eine Ebene war. Die Hügel des Sauerlandes entstanden durch die Hebung des Rheinischen Schiefergebirges seit dem Ende des Miozäns und vor allem im Quartär. Seitdem schneiden sich die Flüsse vor allem von seinen Rändern her in das Schiefergebirge ein. Das Schiefergebirge und mit ihm das Sauerland steigt auch heute noch langsam auf.
Einige Gegenden des Sauerlandes sind wegen des Vorkommens von Kalkstein verkarstet, und es gibt, besonders im Norden, zwischen Iserlohn und dem Hönnetal sowie im Gebiet um Attendorn und auf der Briloner Hochfläche, hunderte Tropfsteinhöhlen. Einige davon, wie die Dechenhöhle in Iserlohn, die Atta-Höhle in Attendorn, die Heinrichshöhle am Felsenmeer Hemer, die Bilsteinhöhle bei Warstein und die Reckenhöhle in Balve, sind zu Schauhöhlen ausgebaut und können besichtigt werden.
Die zahlreichen größeren und kleineren Erzvorkommen haben schon seit dem Mittelalter zur Entwicklung eines traditionsreichen Bergbauwesens geführt. Der Bergbau im Sauerland war früher ein bedeutender Wirtschaftsfaktor; er ist heute gänzlich zum Erliegen gekommen.

## Natur und Umwelt

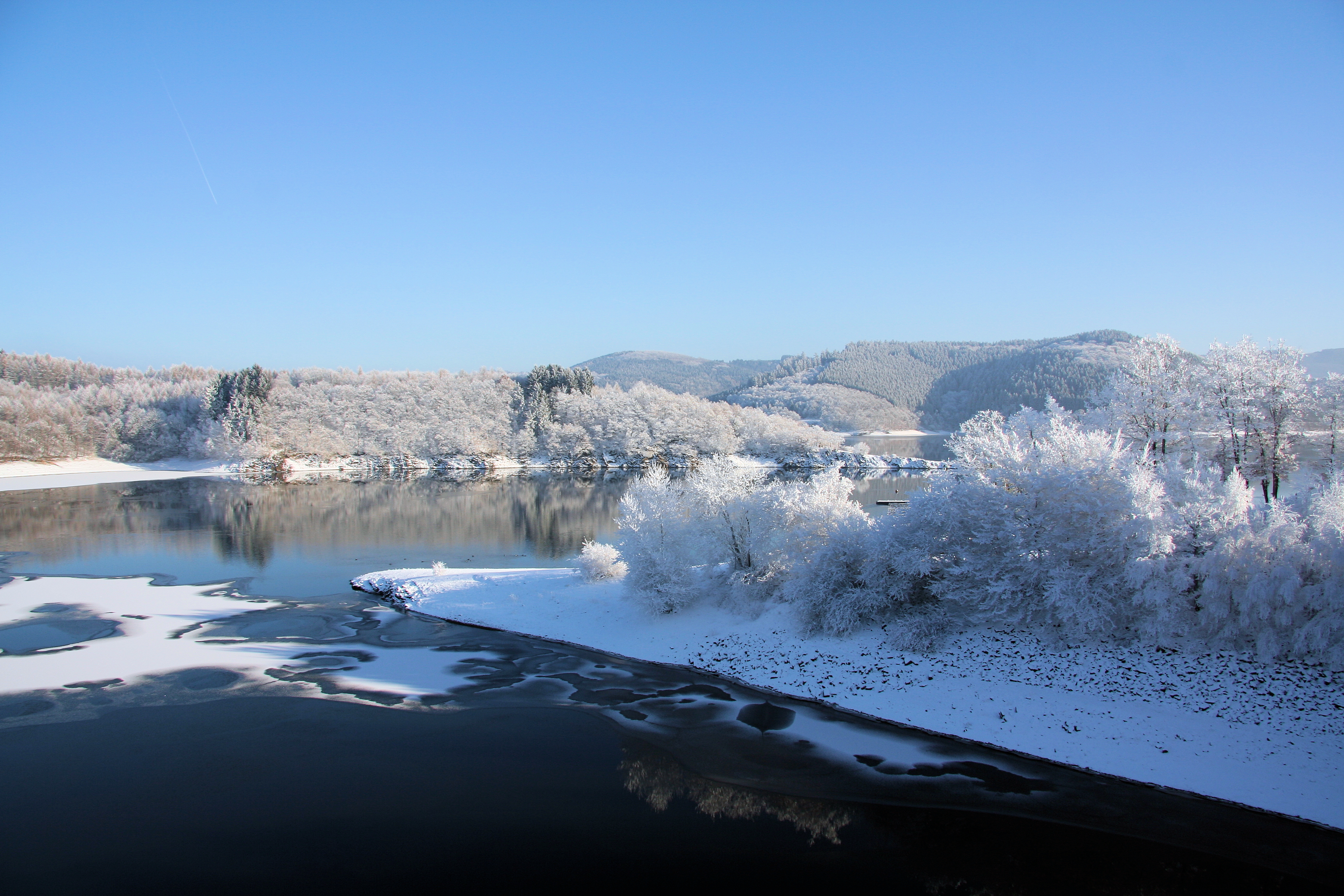
Biggesee

Das Sauerland ist geprägt durch eine Mittelgebirgslandschaft mit (natürlich vorkommenden) Buchen- und (seit dem 18. Jahrhundert angepflanzten) Fichtenwäldern. Mischwälder sowie andere Laub- und Nadelwälder sind eher selten. Wegen der vielen Berge wird es manchmal auch als Land der tausend Berge bezeichnet.
In den Jahren 1961 bis 1965 wurden mehrere Landstriche als Naturparks ausgewiesen. Im Norden zwischen Ruhr und Möhne liegt der Naturpark Arnsberger Wald. Der Naturpark Ebbegebirge umfasste den größten Teil des südwestlichen Sauerlandes, der Naturpark Homert lag zwischen dem Lennetal im Südwesten und dem Ruhrtalgebiet im Nordosten. Der Naturpark Rothaargebirge breitete sich im nordöstlichen Sauerland, im Wittgensteiner Land und im Siegerland aus. Zum 1. Mai 2015 wurden die drei zuletzt genannten zum Naturpark Sauerland-Rothaargebirge zusammengeschlossen, dem mit 3.826 km² Fläche nun zweitgrößten deutschen Naturpark. In nordöstlichen Randbereichen des Sauerlands und im angrenzenden Upland liegt zwischen Brilon und Marsberg der Naturpark Diemelsee im Grenzgebiet zum hessischen Landkreis Waldeck-Frankenberg.
Die Natur des Sauerlandes weist eine große Vielfalt auf, mit vielen schutzwürdigen Gebieten und seltenen Pflanzen und Tieren. Viele Arten haben hier einen Verbreitungsschwerpunkt in Deutschland. Dazu gehören zum Beispiel der Wisent, der Schwarzstorch, der Uhu, der Raubwürger und das Braunkehlchen. Dies führte zur Ausweisung einer Vielzahl von unterschiedlich großen Schutzgebieten neben den Naturparken. So ist der Hochsauerlandkreis einer von sehr wenigen Kreisen in NRW, die für das ganze Kreisgebiet Landschaftspläne aufgestellt haben. Dabei wurden alle Flächen außerhalb der Ortslagen und bestehender Bebauungspläne zumindest als Landschaftsschutzgebiet ausgewiesen und 177 Naturschutzgebiete mit einer Gesamtfläche von ca. 7.800 ha ausgewiesen. Ferner sind 55 FFH-Gebiete mit einer Fläche von ca. 30.000 ha im Hochsauerlandkreis durch das Land NRW an die Europäische Union gemeldet worden, wobei die meisten größeren Naturschutzgebiete auch Bestandteil von meist noch größeren FFH-Gebieten sind. Zwei Vogelschutzgebiete liegen ganz und zwei weitere zum Teil im Hochsauerlandkreis, darunter das Vogelschutzgebiet Medebacher Bucht. Auch bei den Vogelschutzgebieten gibt es Überschneidungen mit Naturschutzgebieten und FFH-Gebieten. Im nordwestlichen Sauerland befindet sich der Lürwald, der auf 1618 ha Fläche als Naturschutzgebiet Luerwald ausgewiesen ist. Das Gebiet ist Teil des 2633 ha großen FFH-Gebietes Lürwald und Bieberbach und des 2637 ha großen Vogelschutzgebietes Lürwald und Bieberbach. Weitere schutzwürdige Biotope sind z. B. als Naturdenkmale ausgewiesen.
Im Januar 2007 hinterließ der Orkan Kyrill vor allem in den Nadelwäldern erhebliche Zerstörungen durch Windbruch. Die größten Schäden an den nicht standortgerechten Fichtenbeständen (die nur in Höhen von über 800 m natürlich vorkommen und früher in Westfalen nicht heimisch waren) verursachen zunehmende Wetterextreme wie Stürme und ungewöhnliche Dürreperioden mit einhergehendem Borkenkäferbefall. Von 2018 bis 2023 starben rund 14.000 Hektar Fichtenwald im Sauerland ab. Sichtbar wurde das Ausmaß nach der außergewöhnlichen Dürre im Jahr 2022.
Von der Gesamtfläche des Hochsauerlandkreises, des Märkischen Kreises und des Kreises Olpe sowie der Gemeinden Ense, Möhnesee, Rüthen, Warstein (alle Kreis Soest), Diemelsee und Willingen (Upland) (beide Landkreis Waldeck-Frankenberg) lag der Waldanteil im Jahr 2010 knapp über 50 Prozent. Im Vergleich dazu betrug die Waldfläche in der Bundesrepublik 30,1 Prozent (2009), in Nordrhein-Westfalen 25,6 Prozent.

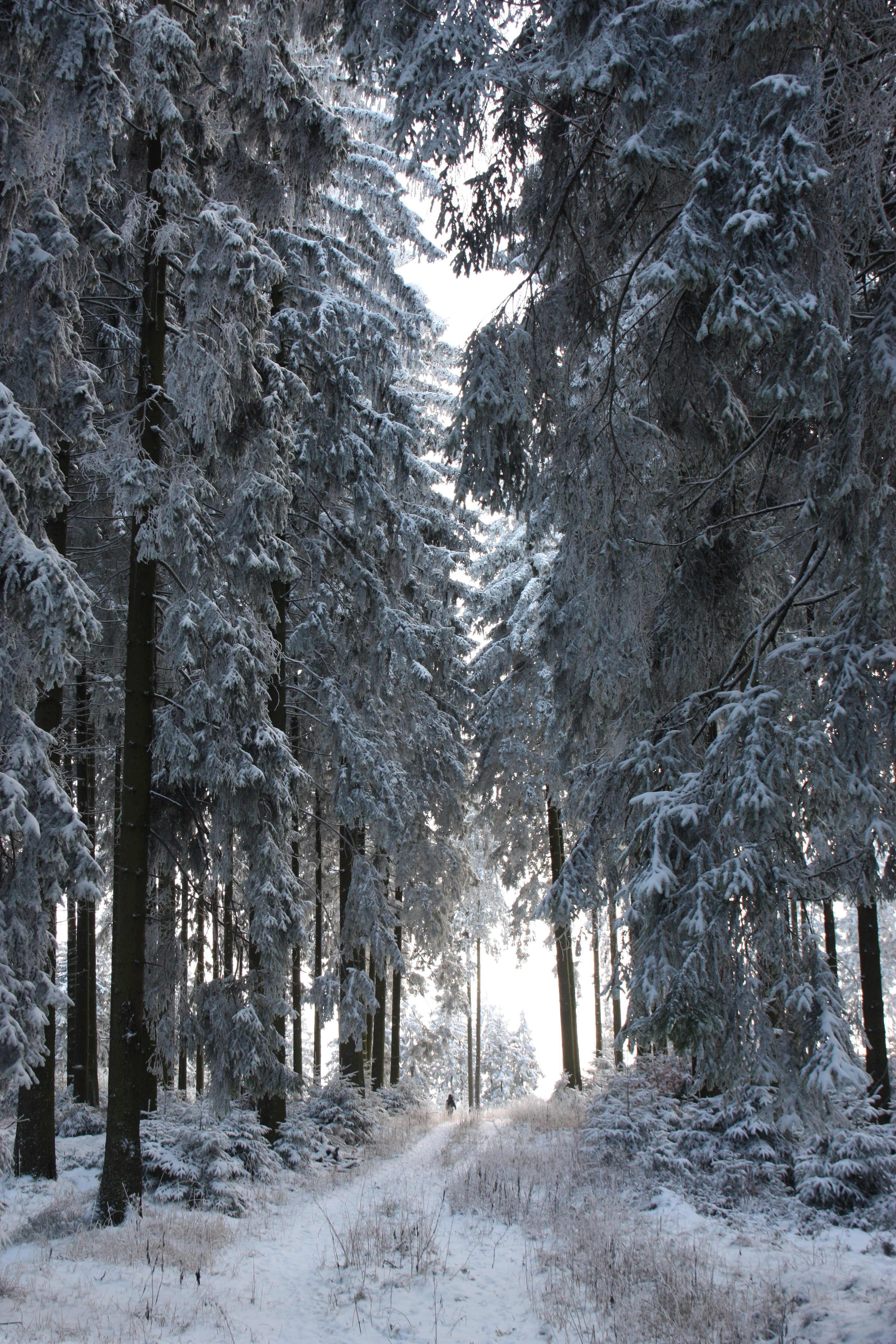
Schneelandschaft im Sauerland bei Meschede

Südlich von Bestwig befindet sich die Plästerlegge, der höchste Wasserfall in Nordrhein-Westfalen.

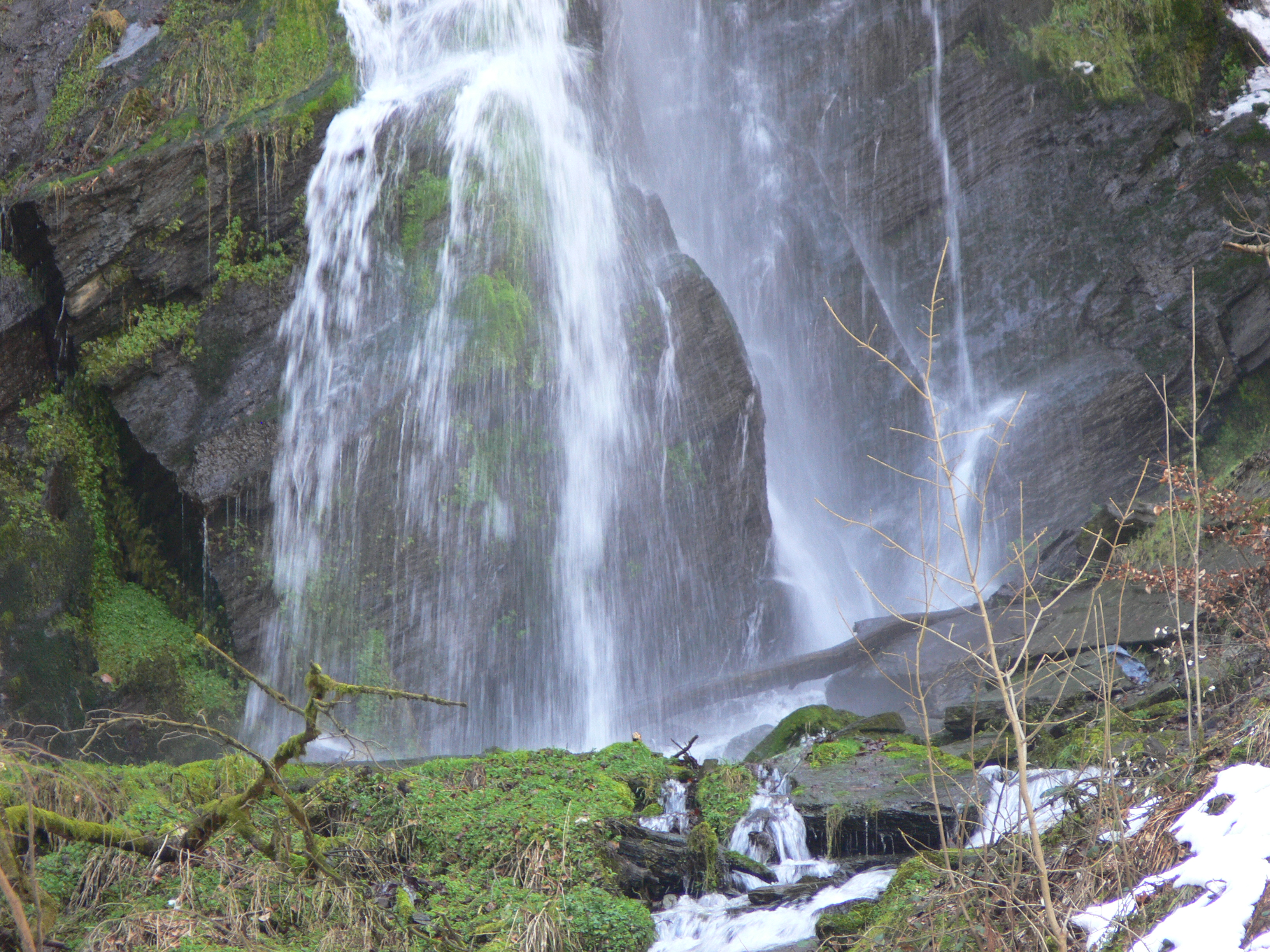
Plästerlegge

Für die Tier- und Pflanzenwelt hat das Sauerland überregionale Bedeutung. Das Rothaargebirge hat im Raum Winterberg, Olsberg und Brilon seine höchsten Erhebungen mit dem Kahlen Asten und der Umgebung der Hochheide Neuer Hagen. Hier sind auf Grund der besonderen Klimalage und der Höhenlagen von über 800 Meter die einzigen Vorkommen einiger Tier- und Pflanzenarten in Nordrhein-Westfalen. Zu erwähnen sind Alpen-Milchlattich (Cicerbita alpina), Alpen-Bärlapp (Diphasiastrum alpinum) und Zweiblütiges Veilchen (Viola biflora).
Auch das Kalkgebiet der Briloner Hochfläche mit den Magerrasen an den Kalkkuppen beherbergt eine einzigartige Vegetation. Als Besonderheiten seien Thymian-Sommerwurz (Orobanche alba) und Steppenfenchel (Seseli annuum) genannt.
Eine weitere Besonderheit ist die Vegetation der Karstquellen der Alme mit dem Vorkommen des Pyrenäen-Löffelkrauts (Cochlearia pyrenaica).
In der Medebacher Bucht liegt das Vogelschutzgebiet Medebacher Bucht. Insbesondere die bedeutenden Vorkommen des Raubwürgers, Neuntöters und Braunkehlchens haben dazu beigetragen.
Der Marsberger Raum mit dem Diemelgebiet besitzt ausgedehnte Kalkmagerrasen auf Zechsteinuntergrund.
Bekannt ist auch das Felsenmeer in Hemer, das durch den Einsturz der dort vorher vorhandenen Höhlen entstand.
Für den Erhalt der Kulturlandschaft mit der hohen Artenvielfalt setzt sich im Hochsauerlandkreis insbesondere der Verein für Natur- und Vogelschutz im Hochsauerlandkreis (VNV) ein. Im Hochsauerlandkreis, im Märkischen Kreis und im Kreis Soest bestehen biologische Stationen, die mit Förderung durch das Land die Schutzgebiete im jeweiligen Kreis betreuen.

## Geschichte

### Begriffsgeschichte
Der Begriff Sauerland wurde erstmals 1266 als Beiname des Zeugen Wesselo de Suderlande erwähnt. In den folgenden Jahren trat die Bezeichnung in leicht variierender Form ebenfalls als Herkunftsbezeichnung in Arnsberg, Stralsund, Greifswald, Köln, Soest, Lübeck, London, Breslau, Rostock, Riga, Danzig, Kassel und Essen auf. Ab dem 14. Jahrhundert wurde der Begriff zur näheren Beschreibung von Ortslagen verwendet.
Im Westfälischen fand ab dem 13. Jahrhundert ein Schwund des intervokalischen d statt, sodass aus Suderlande allmählich Suerland wurde. Sozial höher gestellte Schichten hielten am d fest; entsprechend finden sich Schreibweisen mit d in von Kanzleien und Schreibstuben verfassten Dokumenten. Vermutlich unter dem Einfluss der aus den Niederlanden beziehungsweise von der Nordseeküste vordringenden Form süd für sud setzte sich in gelehrten Kreisen die Bezeichnung Süderland durch. Gegen Ende des 16. Jahrhunderts verlor die mittelniederdeutsche Schriftsprache an Bedeutung und wurde durch das Hochdeutsche ersetzt. Daraufhin wurde die Bezeichnung des Sauerlands an das Hochdeutsche angeglichen: Der lange Vokal u wurde zu au diphthongiert, sodass die heutige Namensform Sauerland entstand.
Der Ursprung des Landschaftsnamens Sauerland reicht in vorterritoriale Zeit zurück; er ist vermutlich im 12. Jahrhundert aufgekommen. Im Spätmittelalter bezeichnete er die Landstriche südlich und nördlich der mittleren und unteren Lenne, in der frühen Neuzeit dehnte er sich auf das südwestfälische Gebirgsland südlich der Haar und des Hellwegs aus; ausgeschlossen waren das Sieger- und das Wittgensteiner Land. Territorial war das Gebiet in die protestantische Grafschaft Mark und das katholische Herzogtum Westfalen gespalten; beide Herrschaften umfassten auch Gebiete außerhalb des Sauerlands. Im 17. und 18. Jahrhundert erhielt Westfalen, und hier insbesondere das Sauerland, zunehmend einen schlechten Ruf. Vor allem das kurkölnische Sauerland galt als rückständig und arm. Ab dem 19. Jahrhundert ließ deshalb die Bindung an den Begriff nach; im industriell aufstrebenden märkischen Sauerland wurde die Bezeichnung Süderland bevorzugt.
Das Bild des Sauerlands änderte sich erst mit der Romantik. Levin Schückings unter dem Einfluss Annette von Droste-Hülshoffs entstandenes Reisebuch war das erste, das das Sauerland positiv beschrieb. Trotzdem bewog es Friedrich Wilhelm Grimme, eine Verteidigungsschrift für das Sauerland zu verfassen. Grimmes Schrift hatte entscheidenden Einfluss auf das Sauerlandbild. Mit Karl Kneebuschs Reiseführer und der Gründung des Sauerländischen Gebirgsvereins, der ab Ende des 19. Jahrhunderts ein markiertes Wanderwegenetz schuf, setzte eine touristische Erschließung ein. Infolgedessen weitete sich der Begriff Sauerland: Er wurde im märkischen Sauerland wieder populär und dehnte sich darüber hinaus beispielsweise auf den Haarstrang und das Upland aus.
Über die Bedeutung des Namens entstand im 19. Jahrhundert ein Etymologiestreit. Auch wenn es viele Erklärungsansätze gab, bildeten sich zwei Parteien heraus: Die eine interpretierte den Begriff unter verschiedenen Herleitungen als südliches Land, die andere unter Verweis auf die niederdeutsche Namensform als beschwerliches Land. Der Streit wurde emotional geführt und war verquickt mit der Frage, ob der kurkölnische oder der märkische Teil das „wahre“ Sauerland darstelle. Heute hat sich die Etymologie als südliches Land durchgesetzt. Gemutmaßt wird über eine Bedeutung im Sinne von südlich der westfälischen Zentren Dortmund, Soest und Münster.
Trotz der ohnehin freien Grenzziehung, die allen Regionen eigen ist, und des stetigen Bedeutungswandels des Begriffs Sauerland gab und gibt es Bemühungen, das Gebiet des Sauerlands enger zu umreißen. Diese Grenzziehungen haben alle das Problem, dass dem Sauerland die kultur- oder naturräumliche Einheit fehlt. Geografisch gehört es zum Süderbergland, einem Teil des Rheinischen Schiefergebirges; kulturell ist das Sauerland in den märkischen und den kurkölnischen Teil gespalten. Im Allgemeinen wird heute das Gebiet des Hochsauerlandkreises, des Märkischen Kreises und des Kreises Olpe als sauerländisches Kerngebiet angesehen; die Grenzziehung darüber hinaus variiert.

### Vor- und Frühgeschichte
Funde, die für eine altsteinzeitliche Besiedlung sprechen, sind im Sauerland relativ selten. Immerhin stieß man in der Nähe von Stockhausen bei Meschede in den frühen 1990er Jahren auf Werkzeuge aus der Altsteinzeit. Aus dem Mittelpaläolithikum wurden unter anderem Funde in der Balver Höhle gemacht.
Ein bedeutender endpaläolithischer Fundplatz ist der Hohle Stein bei Rüthen-Kallenhardt. Ausgrabungen in den 1930er Jahren erbrachten den Nachweis einer Jägerstation der Ahrensburger Rentierjäger vom Ende der letzten Eiszeit, der Weichsel-Eiszeit.
Aus der frühen Mittelsteinzeit stammen Skelettreste von Menschen. Sie wurden in der Blätterhöhle, einer Massenkalkhöhle bei Hohenlimburg, entdeckt. Es handelt sich um die ältesten Nachweise anatomisch moderner Menschen in Westfalen.

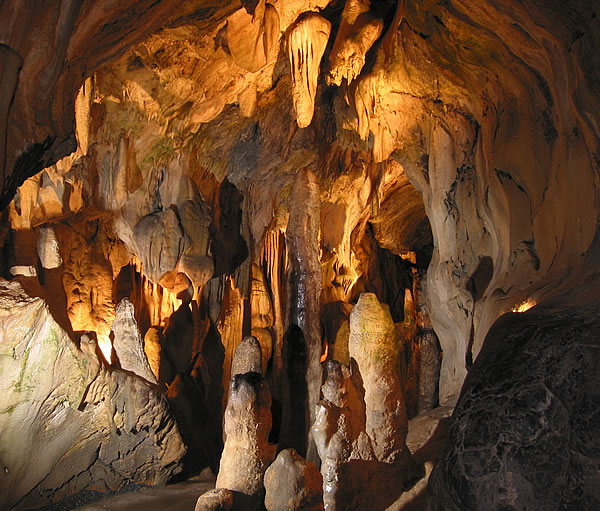
Bilsteinhöhle

Aus der Mittelsteinzeit stammen Werkzeugfunde von zahlreichen Freilandfundstellen an der mittleren Lenne, insbesondere auf den Hochebenen der Attendorn-Elsper Doppelmulde, aus dem Rüthener Raum, dem Ruhrtal und aus dem Warsteiner Raum. „Weiße Flecken“ auf den Fundkarten insbesondere der Mittelsteinzeit resultieren aus dem Waldreichtum der Gegend (für den Ackerbau werden nur relativ kleine Flächenanteile genutzt, und nur dort sind normalerweise aussagefähige Funde zu machen) und dem Fehlen ehrenamtlicher Mitarbeiter der Bodendenkmalpflege. Auch die vielen Höhlen des Sauerlandes wurden in der Mittelsteinzeit noch von Menschen aufgesucht. Aus der Bilsteinhöhle stammt der älteste Kupferfund des Sauerlandes, ein etwa 4300 Jahre alter kleiner Griffzungendolch aus der Glockenbecherzeit.
Grabhügel der Bronzezeit zeigen an, dass das Sauerland auch in dieser Phase bewohnt war. Die späte Bronzezeit (Urnenfelderkultur) ist nur sehr gering belegt: ein Zylinderhalsgefäß aus der Bilsteinhöhle und – einer der bedeutendsten Bronzefunde Deutschlands – die Bronzeamphore von Gevelinghausen, die als Bestattungsgefäß diente. Eine C14-Datierung des organischen Materials erbrachte allerdings ein deutlich jüngeres Datum. Vermutlich wurde das Gefäß, das um 800 v. Chr. wohl in Südosteuropa entstand, erst etwa 200 Jahre später im Sauerland als Urne benutzt.
In der Eisenzeit wurde im Sauerland Eisenerz abgebaut. In einigen Höhlen im Hönnetal wurden Beweise für die Nutzung als Wohn- und auch als Grabstätte gefunden. Weitere Höhlen mit Funden aus dieser Epoche sind die Veledahöhle bei Bestwig, der Hohle Stein bei Rüthen-Kallenhardt und die Bilsteinhöhle. Die Funde aus dieser Zeit weisen nach Ansicht einiger Wissenschaftler Spuren von Kannibalismus auf. Diese These erscheint durch neuere Untersuchungen anderer Höhlenfundplätze (zum Beispiel der Lichtensteinhöhle bei Osterode am Harz) mittlerweile als relativ abwegig. Die Befunde sprechen eher für Sekundärbestattungen. Bedeutende Spuren einer offensichtlich dichteren Besiedlung während der vorrömischen Eisenzeit sind auch die verschiedenen Wallburgen des Sauerlandes, die teilweise bis in die Eisenzeit zurückreichen (beispielsweise Bruchhauser Steine, Schiedlike Borg bei Freienohl, Wilzenberg). Westfalens größter Waffenfund (1950) aus der Eisenzeit stammt vom Wilzenberg bei Schmallenberg.
Aus der Zeit der römischen Vorstöße nach Germanien stammt das Römerlager Kneblinghausen bei Rüthen. Während die ältere Forschung es in die Zeit zwischen 78 und 85 n. Chr. datierte, tendiert die moderne Forschung eher dazu, es der Zeit des Augustus (bis 14 n. Chr.) zuzuordnen. In der Nähe, auf der Briloner Hochfläche, haben die Römer in der kurzen Zeit der römischen Herrschaft den Bleiabbau gefördert oder zeitweise selbst betrieben. Das Plumbum Germanicum wurde bis in den Mittelmeerraum exportiert.
Gegen Ende des 7. Jahrhunderts lebten im Gebiet des Sauerlandes noch nichtsächsische germanische Stämme (teilweise) fränkischer Herkunft wie die Brukterer und die Sugambrer. Die Schwäche des merowingischen Königtums ließ die sächsische Expansion in diesen Raum zu. An ihrem Ende dehnte sich das sächsische Gebiet bis an die untere Ruhr aus (Unterwerfung der Brukterer 693/695).
Siehe dazu auch: Keltische Funde im Sauerland

### Mittelalter

#### Eingliederung ins Frankenreich und Christianisierung

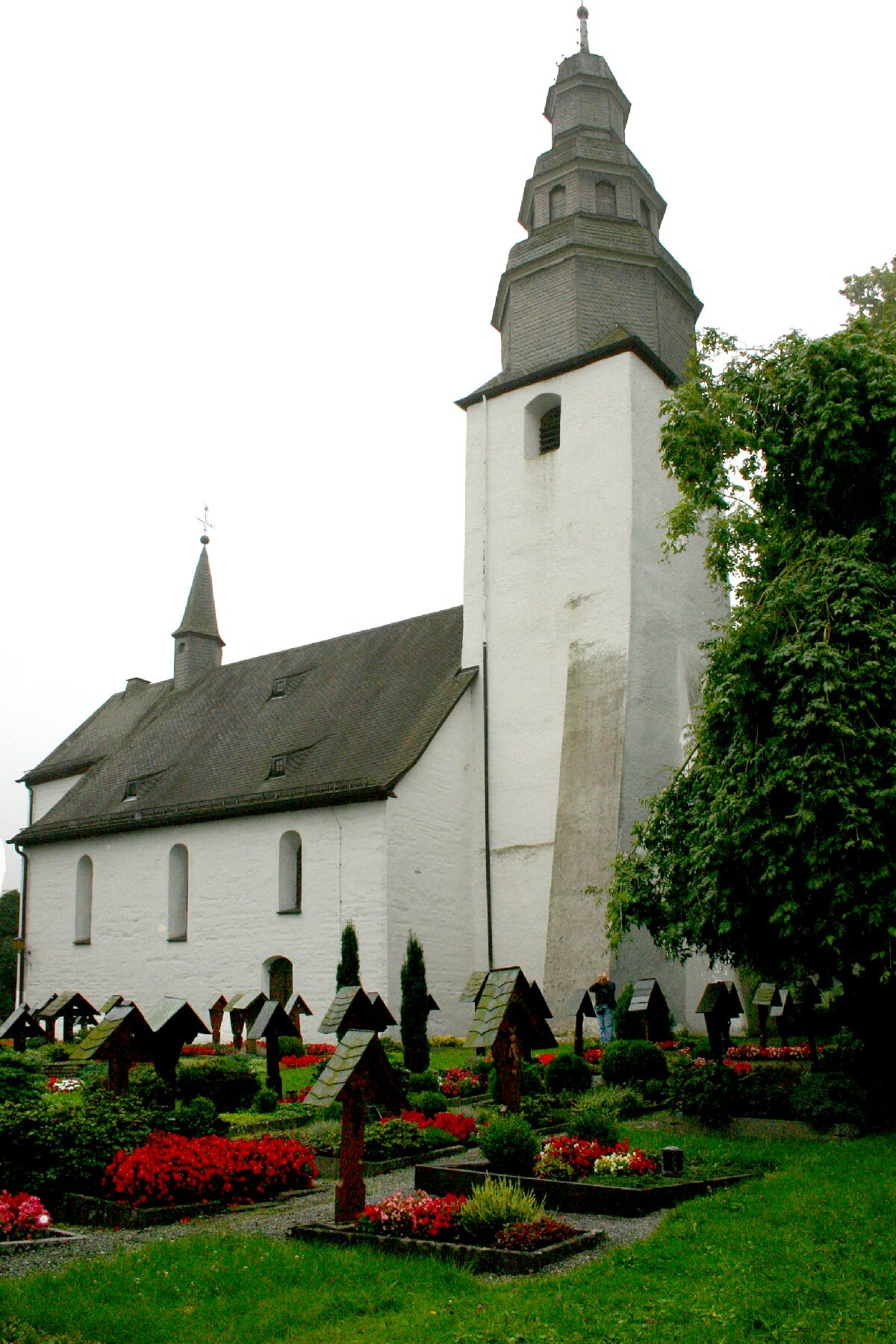
Pfarrkirche St. Peter und Paul in Wormbach

Die fränkische Gegenreaktion auf die sächsische Expansion setzte bereits unter Karl Martell ein und wurde von dessen Nachfolgern fortgesetzt. Im Unterschied zu den christianisierten Franken hielt die Mehrzahl der Sachsen noch an ihrem heidnischen Glauben fest. Die Auseinandersetzungen mit dem sich ausbreitenden Frankenreich unter Karl dem Großen wurden auch in der Region ausgetragen. So wurde die Eresburg beim heutigen Marsberg 772 von Karl erobert. Dabei wurde mit der Irminsul auch eines der wichtigsten sächsischen Heiligtümer zerstört und an ihrer Stelle wenige Jahre später eine Kirche errichtet.
Nach der endgültigen Zerschlagung des sächsischen Widerstands gehörte das Sauerland seit dem Ende des 8. Jahrhunderts zum Machtbereich des karolingischen Großreiches. Zwar wurde der sächsische Adel nicht beseitigt, aber seit dem Reichstag in Lippspringe (782) wurde das Land in die Gerichts- und Verwaltungseinheiten der Grafschaften eingeteilt.
Mit der Eroberung durch die Franken begannen auch die Christianisierung und der Ausbau der Kirchenorganisation der Region. Am Anfang stand die Einteilung des sächsischen Gebiets in Missionsbezirke. Das Sauerland und der Hellwegraum unterstanden dem Erzbistum Köln. Auch durch Klostergründungen sollte die christliche Religion weiter gefestigt werden. Zu den frühen Gründungen gehörte etwa ein Stift in Meschede. Wichtiger noch war die Gründung von Pfarreien. Zu den ältesten Urpfarreien (gegründet bis 785) gehören Wormbach (bei Schmallenberg) an der Heidenstraße und Eresburg (Marsberg). Bis 800 kamen Menden, Attendorn, Velmede und Medebach hinzu. Es folgten bis 830 Hüsten und Altenrüthen (bei Rüthen).

#### Territoriumsbildung im Hoch- und Spätmittelalter
Mit dem nach dem Tode Karls des Großen beginnenden Zerfall der kaiserlichen Zentralmacht setzte auch im Sauerland allmählich die Territorialisierung ein. Gemeinsam war der Region weitgehend ihre Zugehörigkeit zum Herzogtum Sachsen. Da der sächsische Herzog gerade im südlichen Bereich seines Herrschaftsgebiets kaum eigene materielle Interessen hatte, konnten sich unterhalb dieser Ebene verschiedene, zunächst vor allem weltliche, später auch kirchliche Territorien ausbilden. Das wichtigste und stärkste Grafenhaus Westfalens im 10. und auch noch im 11. Jahrhundert waren die Grafen von Werl, die auch über weite Teile des Sauerlandes geboten. Im Investiturstreit blieb der westfälische Adel, unter diesem auch die Grafen von Werl-Arnsberg, auf Seiten König Heinrichs IV. Durch das Aussterben der älteren Grafenlinie schrumpfte die Grafschaft Werl-Arnsberg stark zusammen. Dieses Machtvakuum nutzten jüngere Grafengeschlechter wie die der Grafen von Altena-Mark oder die Grafen von Isenberg zur Ausdehnung ihres Herrschaftsbereichs.

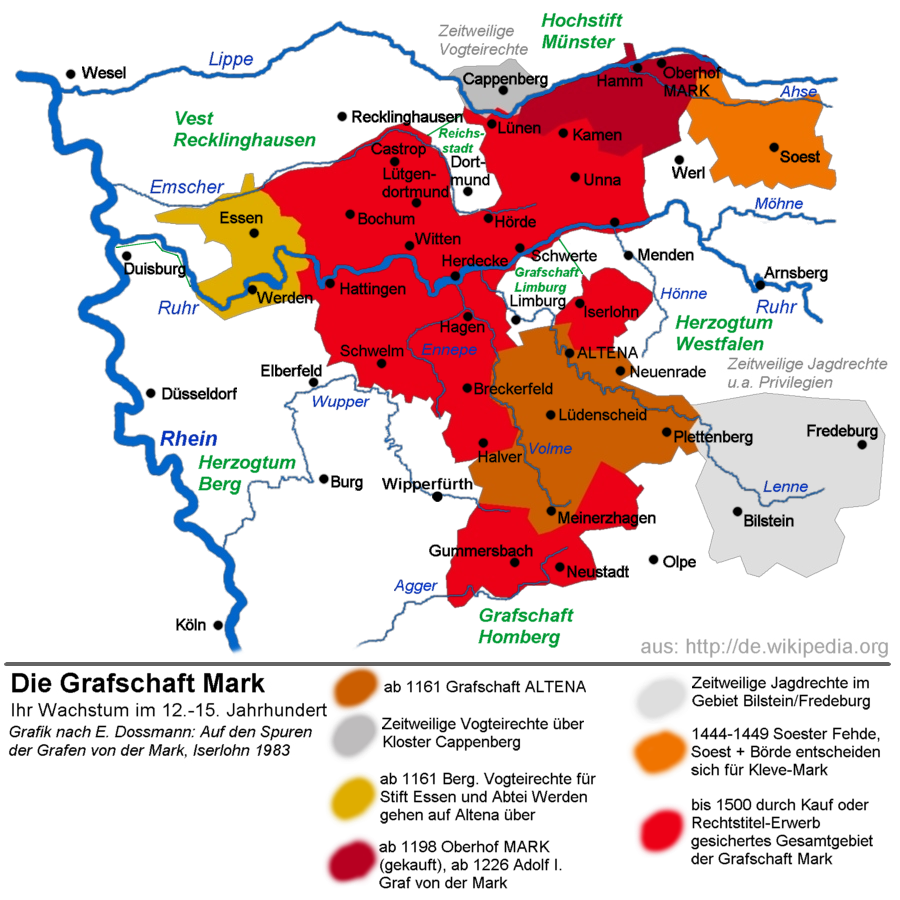
Entwicklung der Grafschaft Mark

Knapp 150 Jahre nach dem Tod Karls des Großen gehörte das westliche Sauerland zur Grafschaft Mark, der Norden um Warstein zum kölnischen Herzogtum Westfalen und der östliche Teil zur Grafschaft Arnsberg. Ein kleines Gebiet im unteren Lennetal gehörte zur Grafschaft Limburg. Die politische Geschichte des Sauerlandes im hohen und späten Mittelalter war geprägt von der Konkurrenz dieser und benachbarter Herrschaftsgebiete um die Vorherrschaft in dieser Region.
Nach dem Sturz Heinrichs des Löwen 1180 kam es zur Aufteilung des Herzogtums Sachsen. Große Gebiete des Sauerlandes wurden dabei dem Erzbistum Köln zugesprochen. Der den Erzbischöfen nunmehr zufallende Titel eines Herzogs von Westfalen vergrößerte ihren Einfluss noch. Sie erhielten damit auch das Recht, den Grafen die Anlage von Burgen und die Gründung von Städten zu erlauben oder zu verbieten. Allerdings entschied letztlich die tatsächlich vorhandene Macht, ob der Erzbischof dieses Recht auch durchsetzen konnte. So konnte er nicht verhindern, dass Graf Engelbert I. von der Mark auf die Gründung der grenznahen kölnischen Stadt Menden mit der Stadterhebung Iserlohns antwortete.
Dem Vordringen Kölns widersetzten sich vor allem die Grafschaften Arnsberg und Mark mit wechselndem Erfolg. Zu einem festen Bündnis gegen Köln kam es jedoch nicht; zu groß war der Konkurrenzkampf untereinander. Vor allem gegen die Expansionsversuche des Erzbischofs Siegfried von Westerburg entwickelte sich Widerstand. Abgesehen vielleicht von den Bischöfen von Minden und Münster waren daran fast alle Territorialherren Westfalens beteiligt, unter ihnen auch Graf Eberhard II. von der Mark. Die Entscheidung fiel in der Schlacht von Worringen (1288), in deren Verlauf der Bischof gefangen genommen wurde. Als Ergebnis der Schlacht wurde der weitere Aufstieg Kölns in Westfalen gebrochen. Schwelm und Hagen fielen an die Grafschaft Mark. Die Burgen Volmarstein und Raffenberg wurden zerstört. Der Erzbischof war von nun an nur noch ein Landesherr neben anderen. Dagegen gewannen die Grafen von der Mark deutlich an Einfluss.
Im Laufe der Zeit geriet vor allem die Grafschaft Arnsberg in die Defensive. Als sich im letzten Drittel des 14. Jahrhunderts abzeichnete, dass der Graf Gottfried IV. von Arnsberg kinderlos sterben würde, standen sich Kurköln und die Grafschaft Mark als Konkurrenten um das Erbe gegenüber. Dabei setzte sich Köln durch. Der Erzstuhl kaufte dem Grafen sein Territorium ab und ermöglichte ihm als einzigem weltlichen Fürsten ein Begräbnis im Kölner Dom.
Mit diesem Erwerb hatte die Expansion Kölns in Westfalen ihren Höhepunkt erreicht. Insbesondere die Grafschaft Mark konnte ihre Unabhängigkeit bewahren. Eine erhebliche Schwächung der Kölner Position war zweifellos der Verlust der reichen Handelsstadt Soest. Diese erkannte im Jahre 1444 die Oberhoheit des Kölner Erzbischofs Dietrich II. von Moers nicht mehr an und unterstellte sich dem Herzog von Kleve, der auch Graf von Mark war. Daraufhin kam es zur Soester Fehde (1444–1449) zwischen dem Erzbischof von Köln und der Stadt Soest. Auf der Seite von Soest standen neben Kleve/Mark auch der Herzog von Burgund und zahlreiche westfälische Städte. Bei dieser Auseinandersetzung ging es nicht mehr nur um die Rechte einer Stadt, sondern um die Machtverteilung im südlichen Westfalen insgesamt. 1447 wurde die Stadt Soest von einem 12.000 Mann starken Söldnerheer belagert, konnte aber nicht eingenommen werden. Soest und sein unmittelbares Umland, die Soester Börde, verblieben beim Herzog von Kleve beziehungsweise der Grafschaft Mark. Dagegen behielt Köln die während des Krieges eingenommenen Gebiete um Fredeburg und Bilstein. Damit war die Territorialentwicklung des „Herzogtums Westfalen“ weitgehend abgeschlossen. Mit dem Gewinn von Soest war auch für die Grafen der Mark der Höhepunkt ihrer Expansionsphase erreicht.
Die jahrhundertelange Auseinandersetzung zwischen den Erzbischöfen von Köln und den Grafen von der Mark waren seit der Schlacht von Worringen und endgültig nach der Soester Fehde zu Gunsten der Grafschaft Mark entschieden.

#### Städtegründungen und Hanse
Geht man von einem rechtlichen Städtebegriff (Stadtrechte) aus, gehörten die Grafschaft Mark und das Herzogtum Westfalen im Mittelalter und der frühen Neuzeit zu den Gebieten mit einem dichten Netz von Städten und Freiheiten (Orten mit stadtähnlichen Rechten, meist aber ohne Stadtmauern). Sieht man von Ausnahmen wie der gewachsenen Stadt Medebach ab, handelte es sich um Gründungen der jeweiligen Landesherrn zur Sicherung ihres Gebiets und als Stützpunkt bei den Auseinandersetzungen mit den Nachbarn. Insofern war die Entstehung von Städten ein Ergebnis der Territoriumsbildung in der Region. Für eine gewisse wirtschaftliche Bedeutung spricht, dass einige von ihnen sogenannte „Beistädte“ der Hanse waren. Im kölnischen Sauerland waren dies etwa Brilon, Rüthen, Arnsberg, Schmallenberg und Attendorn. Im märkischen Sauerland waren dies vor allem Iserlohn, Lüdenscheid, Neuenrade, Altena, Plettenberg und Breckerfeld.

### Frühe Neuzeit
Von einem historischen Sauerland kann insbesondere während der frühen Neuzeit keine Rede sein. Die Reformation und Gegenreformation führte vor allem zwischen kurkölnischen und märkischen Territorien zu einer kaum überbrückbaren kulturellen Kluft. Während die Mark protestantisch wurde, blieb das Herzogtum Westfalen katholisch. Auch verfassungsrechtlich entwickelten sich beide Gebiete unterschiedlich, wie die Darstellung beider Territorien zeigt.

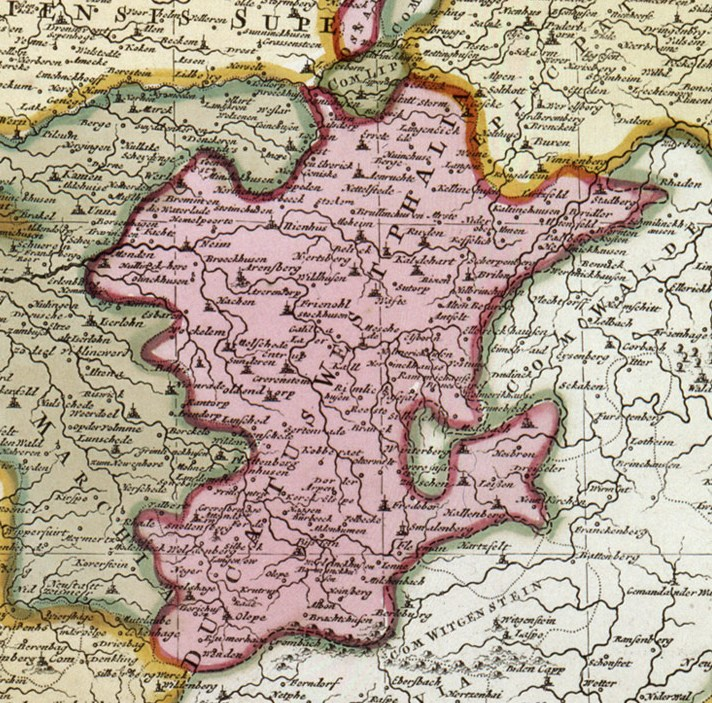
Herzogtum Westfalen in einer Karte Westfalens aus dem 18. Jahrhundert

Wirtschaftlich allerdings gab es durchaus Berührungspunkte, aber auch erhebliche Gegensätze. Die gebirgigen Teile des Herzogtums Westfalen und der Grafschaft Mark bildeten zusammen mit dem Siegerland eine frühe montanindustrielle Verdichtungszone mit einer innerregionalen „Arbeitsteilung“. Freilich waren Ausmaß und Ausrichtung von Erzförderung und -verarbeitung sehr unterschiedlich.
Grundlage waren in allen drei Territorien die reichlich vorhandene Wasserkraft, Holz zur Kohleerzeugung und Erzgruben. Zwar gab es in allen Regionen Bergbau, Eisenerzeugungs- und Weiterverarbeitungsbetriebe, aber alle Gebiete spezialisierten sich doch auf bestimmte Bereiche. Im Siegerland dominierte die Eisengewinnung und -erzeugung, im kurkölnischen Sauerland wurden diese Produkte zu Stahl und Blechen weiterverarbeitet, die dann im märkischen Sauerland zu Fertigwaren veredelt wurden.
Vor allem die immer stärkere Abholzung der Wälder hat bereits am Ende des 18. Jahrhunderts die Eisenverarbeitung verteuert. Mit der Ausbeutung der Kohlegruben im Ruhrgebiet verloren die Standortfaktoren Wasser und Holz dann endgültig ihre Bedeutung.

#### Grafschaft Mark
Durch die Ehe Herzog Johanns III. mit einer Tochter des Herzogs Wilhelm III. von Jülich und Berg kam es 1521 zur Vereinigung der Herzogtümer Kleve, Jülich und Berg sowie der Grafschaften Mark und Ravensberg. Nach dem Tod von Herzog Johann Wilhelm im Jahr 1609 begann der jülich-klevische Erbfolgestreit, der zu gänzlich neuen Territorialverbindungen auch im südlichen Westfalen führte. Ein Ergebnis brachte erst der Vertrag von Xanten im Jahr 1614. Danach fielen Jülich und Berg an Pfalz-Neuburg, während das Herzogtum Kleve sowie die Grafschaften Mark und Ravensberg an Brandenburg übergingen.
Vier Jahre später begann der Dreißigjährige Krieg, der die Wirtschaft zwar in eine Krise führte, die Machtverhältnisse aber kaum änderte.
Der Übergang an Preußen hatte auf längere Sicht allerdings erhebliche Auswirkungen. Ähnlich wie Minden-Ravensberg wurde das märkische Sauerland immer stärker in den vergleichsweise zentralisierten preußischen Staat integriert. Zwar konnten sich einige ständische Relikte behaupten, aber tendenziell setzte sich der preußische Absolutismus durch.
In der frühen Neuzeit nahm im gebirgigen Teil der Mark die Bedeutung der Herstellung von Eisen- und später auch Metallfertigwaren zu. Ein bekanntes Beispiel sind die Iserlohner Tabakdosen. Dagegen verlor die Verhüttung und Herstellung von Halbfertigwaren an Bedeutung. Das märkische Sauerland war im 18. und zu Beginn des 19. Jahrhunderts zweifellos eine gewerbliche Verdichtungszone erster Ordnung.

#### Herzogtum Westfalen
Die ehemalige Grafschaft Arnsberg wurde zum eigentlichen Zentrum des Herzogtums Westfalens. Die Stadt Arnsberg war neben Bonn eine der Residenzen des Kurfürstentums. Politisch war die Entwicklung des Herzogtums geprägt von ständischen Beharrungstendenzen der einheimischen Eliten aus Bildungsbürgertum, Adel und Klerus einerseits und den Versuchen des Kurfürsten, einen unmittelbaren Einfluss zu gewinnen, andererseits. Im Jahr 1437 kam es nicht nur zur Arnsberger Reformation der Feme, sondern eine erste Erblandesvereinigung zwischen Kurköln, den Nebenländern Vest Recklinghausen und dem Herzogtum Westfalen versuchte einen Ausgleich der widerstreitenden Interessen herbeizuführen. Dies gelang nur bedingt, und 1463 wurde eine zweite Erblandesvereinigung zwischen Kurfürst, Domkapitel und Ständen abgeschlossen. Diese Vereinbarung wurde mehrfach bestätigt. Obwohl die Kurfürsten bis zum Ende des Alten Reiches versuchten, ihren Einfluss auszuweiten, blieb der Erfolg gering. Dazu trug auch bei, dass alle Beamten und Funktionsträger aus dem Herzogtum selbst stammen mussten. Gegen den Widerstand der meist in Arnsberg tagenden Landständeversammlung mussten alle Versuche, einen absolutistischen Staatsaufbau durchzusetzen, scheitern. Das Herzogtum Westfalen blieb daher im Kern ein nur teilweise in den Kurstaat integrierter Ständestaat. Während die bildungsbürgerliche Elite im frühen 19. Jahrhundert diesen Zustand gewissermaßen als Anknüpfungspunkt für eine künftige liberale Gesellschaft pries, sahen die inzwischen eine straffe preußische Regierung gewohnten Industriebürger der Mark am Ende des 18. Jahrhunderts die Situation der Nachbarregion als anachronistisch an.

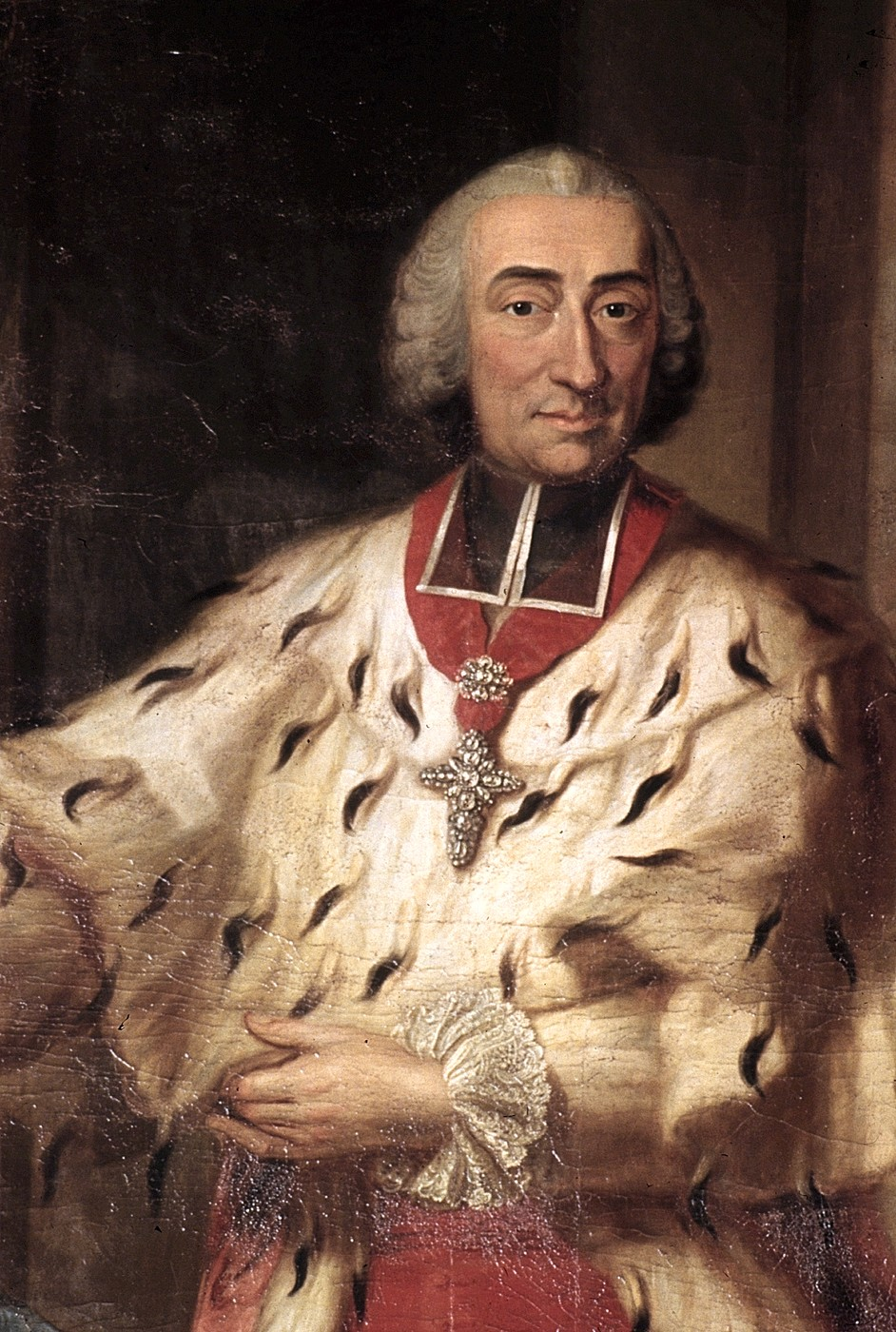
Kurfürst Max Friedrich von Königsegg-Rothenfels

Insbesondere behaupteten Reisende, dass die urtümliche Verfassung das Wirtschaftsleben behindere. Tatsächlich war die wirtschaftliche Lage im Herzogtum Westfalen nicht mit dem protoindustriellen Aufschwung in der Grafschaft Mark zu vergleichen. Weite Teile der auch landwirtschaftlich wenig ergiebigen Region verfügten nur über eine gering ausgeprägte gewerbliche Entwicklung. Der Versuch der kurfürstlichen Regierung, durch die Einführung von Industrieschulen das Textilgewerbe zu fördern, trug nur an wenigen Orten Früchte. Notdürftig versuchte man sich mit Besenbinden oder der Herstellung von Holzwaren über Wasser zu halten. Auch die große Zahl von Wanderhändlern vor allem in den höher gelegenen Regionen zeugt vom Mangel an lokalen Erwerbsmöglichkeiten.
Die Beobachter von außen übersahen allerdings vielfach, dass es daneben auch ganz beachtliche überwiegend eisen- und metallindustrielle Verdichtungsgebiete gab. Mehrere Bergordnungen regelten und förderten den Abbau von Silber, Kupfer und Blei. Im Unterschied zu den strikt obrigkeitlichen Bergordnungen der Grafschaft Mark stieß ihre Durchsetzung freilich auf erhebliche Probleme.
Die Fertigwarenherstellung war – abgesehen von heimgewerblichen Nagelschmieden in einigen Orten – wenig ausgeprägt. Bedeutender waren der Bergbau sowie die Herstellung von Schmiedeeisen durch Hammerwerke und von Halbfertigwaren. Von Bedeutung waren an der Grenze zur Grafschaft Mark die Eisen- und Metallförderung und -verarbeitung bei Balve (Luisenhütte Wocklum). Hinzu kam der Bergbau bei Sundern, Warstein, Brilon, Marsberg, Winterberg-Silbach und Schmallenberg. Das gewerbliche Zentrum des Herzogtums lag jedoch in der Gegend von Olpe. Dort konzentrierte sich vor allem die Herstellung von Blechen. Gemeinsam war den meisten Produktionsstätten, dass sie hauptsächlich für den Bedarf der bergischen und märkischen Fertigwarenindustrie arbeiteten.
Insbesondere während des 17. Jahrhunderts war das Herzogtum ein Zentrum der Hexenverfolgungen.

### 19. und 20. Jahrhundert
Im Zuge der Säkularisation und der Aufhebung der geistlichen Fürstentümer fiel das kölnische Sauerland zunächst an Hessen-Darmstadt, ehe dann nach den Napoleonischen Kriegen die ganze Gegend durch den Wiener Kongress als Teil der neuen Provinz Westfalen an Preußen kam. Sowohl die ehemalige Grafschaft Mark wie auch das ehemalige Herzogtum Westfalen wurden Teil des Regierungsbezirks Arnsberg.

#### Wirtschafts- und Sozialgeschichte

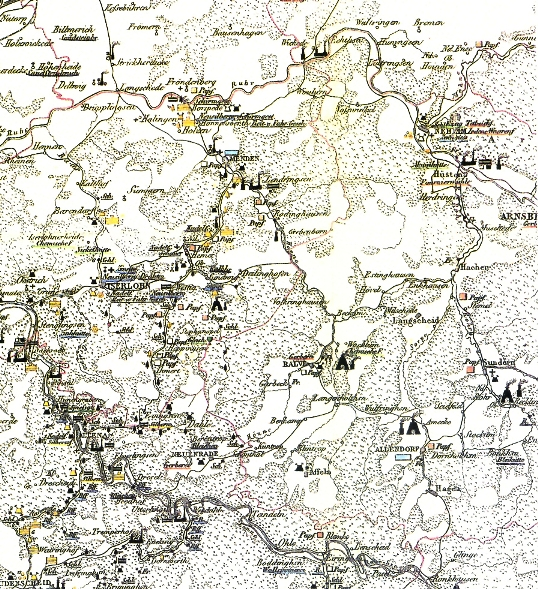
Ausschnitt aus einer Gewerbekarte des Regierungsbezirks Arnsberg von 1855

Im märkischen Sauerland gab es anknüpfend an die vorindustriellen Gewerbetraditionen eine beachtliche frühindustrielle Expansionsphase. Noch 1800 bildete der Raum Iserlohn-Altena-Lüdenscheid mit Galmeibergbau, Draht-, Nadel-, Messing-, Bronze- und Seidenindustrie eines der weltweit größten Industriegebiete der damaligen Zeit. Bis weit ins 19. Jahrhundert hinein war beispielsweise Iserlohn die größte Industriestadt Westfalens und eine der reichsten Handelsstädte Preußens. Wie stark die gewerbliche Verdichtung im märkischen Raum war, zeigt die Tatsache, dass die gewerbliche Beschäftigung mit der Landwirtschaft gleichauf lag, während selbst in anderen frühindustriellen Verdichtungszonen die Landwirtschaft stärker war als das Gewerbe. Dann jedoch geriet das Gebiet gegenüber dem Ruhrgebiet ins Hintertreffen.
Noch weitaus tiefgreifender waren die negativen wirtschaftlichen Folgen der industriellen Revolution für das ehemals kölnische Sauerland. Dort kam es in vielen Orten zu einer tiefgreifenden Entindustrialisierung und Agrarisierung von Wirtschaft und Gesellschaft. Eine nennenswerte industrielle Entwicklung gab es zunächst überwiegend im Grenzbereich zum Siegerland und märkischen Sauerland. Dazu zählten insbesondere die Städte Neheim („Leuchtenindustrie“), Hüsten (Schwerindustrie „Hüstener Gewerkschaft“), Warstein (Eisenverarbeitung, Achsenherstellung), Olpe (industrielle Blechproduktion). Vor allem in den Kreisen Meschede und Brilon blieb die industrielle Entwicklung punktuell. Der Bergbau konzentrierte sich auf Eisenerze (beispielsweise Sundern, Balve, Warstein, Brilon, und Marsberg) und andere Metallerze; hier sind vor allem Ramsbeck, Meggen, und Marsberg zu nennen. Der Schieferbergbau hatte nur begrenzte Bedeutung (Antfeld, Nuttlar, Schmallenberg). Ein Großteil des übrigen Gebiets war im Wesentlichen auf Land- und Forstwirtschaft angewiesen. Sofern man nicht als Pendler oder Saisonarbeiter zusätzlich Geld verdienen konnte, waren insbesondere die unterbäuerlichen Schichten zur Aus- oder Abwanderung gezwungen. Während des Baus der Oberen Ruhrtalbahn 1870 bis 1873 wurden erstmals im Sauerland in größerem Umfang Arbeitskräfte aus dem Ausland (Italien) eingesetzt.

#### Politische Kultur
Zwar kam es vor allem während des Kaiserreichs gerade im Westen des ehemaligen Herzogtums Westfalen (Neheim, Hüsten, Sundern und Warstein) zu einer Angleichung der Wirtschafts- und Sozialstruktur an die Entwicklung im märkischen Sauerland; allerdings blieben die kulturellen und konfessionellen Unterschiede wirkmächtig. Dies zeigte sich insbesondere im Bereich der politischen Kultur. Im märkischen Sauerland waren der preußische Liberalismus und der Konservatismus lange Zeit die stärksten politischen Kräfte, so auch während des „Iserlohner Aufstandes“ im Jahr 1849. Hinzu kam seit den 1860er Jahren bereits die sozialistische Bewegung. Ihr Versuch in den 1870er Jahren, auch ins ehemals kurkölnische Sauerland vorzustoßen, scheiterte allerdings kläglich. Der Grund war, dass dort spätestens mit dem Kulturkampf annähernd alle Bevölkerungsgruppen über Jahrzehnte fast geschlossen die Deutsche Zentrumspartei wählten. Politische Konflikte zwischen sozialen Gruppen spielten sich dort fast ausschließlich innerhalb des katholischen Milieus ab. Im Wesentlichen erst nach der Jahrhundertwende gelang es den Sozialdemokraten in bescheidenem Ausmaß, auch in den Industrieorten des östlichen Sauerlandes Fuß zu fassen.

#### Nationalsozialismus und Zweiter Weltkrieg
| Gebiet                                  | NSDAP | SPD   | KPD   | Zentrum | DNVP | DVP  | DDP  | Sonstige |
| --------------------------------------- | ----- | ----- | ----- | ------- | ---- | ---- | ---- | -------- |
| Kreis Iserlohn                          | 40,35 | 16,36 | 16,01 | 16,58   | 6,39 | 0,68 | 0,46 | 3,18     |
| Stadt Lüdenscheid                       | 32,75 | 20,79 | 22,85 | 06,87   | 9,19 | 1,61 | 1,63 | 4,32     |
| Kreis Meschede                          | 23,14 | 03,06 | 06,49 | 60,99   | 5,68 | 0,25 | 0,13 | 0,28     |
| Kreis Olpe                              | 14,34 | 06,88 | 05,83 | 69,12   | 3,29 | 0,24 | 0,09 | 0,22     |
| Quelle: Statistik des Deutschen Reiches |       |       |       |         |      |      |      |          |

Wie im Deutschen Reich insgesamt waren die Erfolge der Nationalsozialisten in den eher protestantisch geprägten Gebieten der Region größer als in den katholischen Teilen des Sauerlandes. Während die NSDAP im Kreis Iserlohn bei der Reichstagswahl von 1933 mit etwa 40 % die mit Abstand stärkste Kraft war, blieb sie in den Kreisen Olpe und Meschede deutlich hinter der noch immer dominierenden Zentrumspartei zurück. Jedoch bildete etwa im industriell und evangelisch geprägten Lüdenscheid die organisierte Arbeiterschaft ebenfalls lange ein wirksames Gegengewicht zum Nationalsozialismus. Bis 1933 blieben die Wahlergebnisse der NSDAP auch hier weit unter dem Reichsdurchschnitt und jenen der beiden Arbeiterparteien SPD und KPD gemeinsam.
Während der nationalsozialistischen Diktatur gehörte das Sauerland zum Gau Westfalen-Süd, der im Wesentlichen dem Gebiet des Regierungsbezirks Arnsberg entsprach. Gauleiter war von 1928 bis 1941 Josef Wagner. Eine Folge der Gleichschaltung in den Jahren von 1933 bis 1945 war, dass regionale historische Aspekte deutlich hinter den allgemeinen Entwicklungen zurückblieben. Gewisse Unterschiede lassen sich allenfalls noch im Bereich des Widerstandes ausmachen. Während im märkischen Kreis sich daran vor allem kommunistische und sozialdemokratische Arbeiter beteiligten, kam im östlichen Teil der Region Kritik vor allem aus dem katholischen Lager. Ansonsten unterschied sich die Praxis der Gleichschaltung und der politischen und rassischen Verfolgung kaum von den allgemeinen Tendenzen.
Dies betrifft insbesondere auch die Tötung von Behinderten und die Judenverfolgung. Während der Novemberpogrome 1938 brannten mehrere Sauerländer Synagogen. In der psychiatrischen Klinik in Marsberg wurden im Zuge der sogenannten „Aktion T4“ zahlreiche behinderte Kinder ermordet, bis der Unmut in der Bevölkerung dem an diesem Ort ein Ende machte. Auch aus dem Sauerland wurde die jüdische Bevölkerung, sofern sie nicht vor Kriegsbeginn ausreisen konnte, während des Zweiten Weltkrieges in die Konzentrations- und Vernichtungslager verschleppt. Nur wenige wie Hans Frankenthal überlebten diese Zeit, kamen zurück und berichteten über ihre Erlebnisse.
Während des Krieges wurden auch im Sauerland zahlreiche Kriegsgefangenen- und Zwangsarbeitslager (beispielsweise das Arbeitserziehungslager Hunswinkel bei Lüdenscheid, das Zwangsarbeiterlager Möhnewiesen in Neheim oder das Stalag VI A in Hemer) errichtet. Das Stalag VI A war eines der größten Kriegsgefangenenlager im ganzen Deutschen Reich. Etwa 23.900 Kriegsgefangene, davon rund 23.500 aus der Sowjetunion, sind während ihres Aufenthalts im Stalag VI A umgekommen. In diesen Zahlen sind die Gefangenen, die während eines Arbeitseinsatzes ums Leben kamen, nicht enthalten.
Wegen ihrer geographischen und geologischen Verhältnisse kam es in der Region ab 1944 auch zur Einrichtung unterirdischer Produktionsstätten zum Schutz vor alliierten Bombenangriffen. Das Projekt Schwalbe I im Hönnetal zur Herstellung von Treibstoff war eines der größten seiner Art.
Kurz vor Kriegsende wurden Zwangsarbeiter aus dem Ruhrgebiet ins Sauerland transportiert. Dort kam es im März 1945 im Raum Warstein und bei Eversberg beim Massaker im Arnsberger Wald zur Ermordung von über 200 Personen.

#### Kampfhandlungen im Sauerland
Während des Zweiten Weltkrieges wurde das Sauerland vom 15. September 1940 bis zum April 1945 wiederholt durch zwei- und viermotorige Bomber und ab Mitte 1944 auch durch Jagdbomber und Jagdflugzeuge im Tiefflug angegriffen. Bis Herbst 1944 handelte es sich meist nur um Not- bzw. Fehlwürfe der Bomber, wenn diese zum Beispiel durch deutsche Jäger und Flak selbst beschädigt waren.
Die Zerstörung der Staumauer des Möhnesees durch einen Bombenangriff am 17. Mai 1943 führte im Möhnetal zu einer Flutwelle von bis zu 12 Meter Höhe. Unterhalb der Staumauer und im anschließenden Abschnitt des Ruhrtals bis Schwerte kam es zu massiven Zerstörungen an Gebäuden und zu 1284 Opfern unter der Zivilbevölkerung und Kriegsgefangenen etwa aus dem Zwangsarbeiterlager Möhnewiesen. Die Hauptziele der Luftangriffe im Sauerland waren bis 1945 verschiedene Rüstungsbetriebe wie Honsel (Zulieferbetrieb der Luftrüstung) in Meschede. Dabei wurden auch die bei den Industriebetrieben liegenden Städte schwer getroffen. So war in Meschede praktisch die gesamte Innenstadt zerstört. 1945 wurden verstärkt die Bahnstrecken im Sauerland angegriffen; ein Hauptziel war das Arnsberger Viadukt, welches vom 9. Februar bis 19. März 1945 siebenmal angegriffen wurde. Es wurden bis zur Zerstörung 1818 Bomben auf das Viadukt abgeworfen; darunter waren sechs Grand Slam, mit 10 Tonnen der größte und schwerste bisher im Krieg eingesetzte Bombentyp, und zwölf Tallboy, 5,4 Tonnen schwer. Auch die Bahnanlagen und deren Umgebung in weiteren Orten wie Bestwig, Neheim und Finnentrop wurden schwer getroffen. Als die Kämpfe um den Ruhrkessel vom 29. März bis 17. April 1945 im Sauerland tobten, wurde von Tieffliegern jedes Fahrzeug, sei es LKW oder Pferdefuhrwerk, ja sogar jeder Fußgänger und auf dem Feld arbeitende Bauern von feindlichen Flugzeugen angegriffen. Im Sauerland wurde eine große Anzahl von Menschen verwundet oder getötet; ferner wurden viele Wohnhäuser und Industriebetriebe beschädigt oder ganz zerstört.
Am 29. März 1945 um 9 Uhr wurde als erster Ort im Sauerland Hallenberg kampflos von US-Truppen besetzt. An diesem Tag waren um 6 Uhr vier Angriffsspitzen der 3. US-Panzerdivision südlich des Sauerlandes angetreten, um 120 km auf Paderborn vorzustoßen. Die Angriffsverbände verfügten über zahlreiche Sherman- und einige Pershing-Panzer; dazu kamen einige leichte Panzer und zahlreiche Halbkettenfahrzeuge, Jeeps und LKW. Die Angriffsverbände wurden von in der Luft kreisenden Aufklärern geleitet. Jagdflugzeuge und Jagdbomber griffen auf der Vormarschroute alle sich zeigenden deutschen Soldaten an. Der Weg der US-Truppen, aufgeteilt auf vier Routen, durch das Sauerland war von brennenden deutschen Fahrzeugen und zerstörten Waffen und Gerät gesäumt. Der Vormarsch wurde nur durch einzelne Straßenblockaden und durch Brücken, welche zu schwach für die Panzer waren, gehemmt. In solchen Fällen wichen die Angriffstruppen auf freies Feld aus und durchfuhren auch Flüsse. Schon an diesem Tage konnten die US-Truppen die ersten Gefangenenkolonnen zusammenstellen. Die Bilder dieses ersten Kampftages im Sauerland wiederholten sich nun bis zur Zerschlagung des Ruhrkessels. Die US-Truppen erreichten an diesem 29. März Brilon und Niedermarsberg.
Erst im Gebiet um Paderborn kam es beim weiteren Vormarsch zu massivem Widerstand der deutschen Truppen, darunter Eliteeinheiten der Waffen-SS mit Tiger-Panzern. Trotzdem wurde am 1. April der Ruhrkessel, darin auch alle westlich der heutigen Stadtgebiete Hallenberg, Medebach, Marsberg und Brilon liegenden Teile des Sauerlandes, bei Lippstadt geschlossen. Trotz eingeleiteter Gegenangriffe konnte der Kessel nicht mehr durchbrochen werden. Die US-Truppen konnten im Gegenteil bei ihrem weiteren Vormarsch zur Verkleinerung des Ruhrkessels meist nur kurzzeitig aufgehalten werden. Die deutschen Truppen aus Wehrmacht, Waffen-SS und Volkssturm waren zwar zahlenmäßig überlegen, aber zu schlecht ausgerüstet, um die US-Truppen aufzuhalten. So fehlte ihnen jede Luftunterstützung, während sie selbst fast pausenlos von US-Flugzeugen angegriffen wurden. Am 16. April kapitulierten die letzten deutschen Truppen im Sauerland in Iserlohn. Am 18. April gaben die letzten deutschen Truppen in dem außerhalb des Sauerlandes liegenden westlichen Teil des Ruhrkessels auf. Vereinzelt leisteten einige Soldaten und Kleingruppen noch bis zum 21. April 1945 schwachen Widerstand. Am 20. April 1945 wurde der im südöstlichen Raum von Schmallenberg befehlsführende General der Infanterie Joachim von Kortzfleisch von den amerikanischen Truppen wegen seiner Weigerung, sich zu ergeben, bei Wulwesort (heute Stadt Schmallenberg) erschossen. Damit war der Krieg für die in der Heimat befindlichen Sauerländer beendet. Noch heute künden mehrere kleinere Kriegsgräberfriedhöfe und Kriegsgräber auf normalen Friedhöfen im Sauerland von den getöteten deutschen Soldaten. Auch zahlreiche Zivilisten wurden verwundet oder getötet. Bei den Kämpfen um den Ruhrkessel wurden zudem viele Gebäude beschädigt oder zerstört. Dagegen sind auf Grund ihrer Überlegenheit vergleichsweise wenige US-Soldaten verwundet worden oder gefallen.

#### Nach dem Zweiten Weltkrieg
Der Regierungsbezirk Arnsberg kam 1946 zum neuen Bundesland Nordrhein-Westfalen. Im Jahr 1959 holte die Textilfirma Falke aus Schmallenberg mit 20 Frauen aus Südtirol und 70 Frauen aus Süditalien die ersten so genannten Gastarbeiter ins Sauerland. In den Jahren bis zum Anwerbestopp 1973 folgten noch einige Tausend weitere Gastarbeiter aus Südeuropa, der Türkei und Nordafrika. Im Jahr 1975 trat das Gesetz zur Neugliederung der Gemeinden und Kreise des Neugliederungsraumes Sauerland/Paderborn (Sauerland/Paderborn-Gesetz) in Kraft. Die sauerländischen Teile des Kreises Soest und des Kreises Altena wurden bereits 1969 neu gegliedert. Zum Teil gegen den Widerstand von Bürgern und Kommunalpolitikern wurden zahlreiche zuvor selbstständige Orte zu größeren Gemeinden zusammengelegt. Hier seien nur die größten erwähnt: Neheim-Hüsten, Hohenlimburg und Letmathe. Ähnliches geschah auch auf der Ebene der Kreise. Relativ ungeschoren kam der Kreis Olpe davon. Der heutige Märkische Kreis setzt sich weitgehend aus einem Großteil des ehemaligen Kreises Iserlohn, der vormals kreisfreien Stadt Iserlohn und dem ehemaligen Kreis Lüdenscheid, in dem zuvor 1969 schon der Kreis Altena aufgegangen war, zusammen. Aus den Kernbestandteilen der Kreise Arnsberg, Meschede und Brilon entstand der Hochsauerlandkreis. Die Ortschaften Neuastenberg, Langewiese, Mollseifen und Hoheleye, vormals zum Kreis Wittgenstein gehörend, wechselten in den neuen Hochsauerlandkreis.

## Wirtschaft
Wie der historische Überblick zeigt, war das Sauerland in unterschiedlichem Ausmaß eine alte Gewerberegion. Erhebliche Veränderungen vollzogen sich auch im 20. Jahrhundert und insbesondere nach dem Zweiten Weltkrieg.
Allen Sauerländer Kreisen gemeinsam ist die mittelständische Wirtschaftsstruktur. Diese ließ sie im 19. und frühen 20. Jahrhundert gegenüber den Großbetrieben des Ruhrgebiets zwar deutlich ins Hintertreffen geraten, auf lange Sicht erwiesen sich die mittelbetrieblichen Strukturen aber als anpassungsfähig. Die Industrie- und Handelskammer in Arnsberg meldete etwa an der Wende zum neuen Jahrtausend, dass der Anteil gewerblicher Arbeitskräfte im Kammerbezirk größer sei als im Ruhrgebiet. Negativ schlägt insbesondere im Hochsauerlandkreis zu Buche, dass der wissensbasierte Dienstleistungssektor relativ schwach ausgeprägt ist. Er wird im Wesentlichen nur von einigen Fachbereichen der Fachhochschule Südwestfalen vertreten.

### Land- und Forstwirtschaft
Seit dem systematischen Anbaubeginn von Weihnachtsbäumen in den 1980er Jahren hat sich das Sauerland mit 18.000 ha Weihnachtsbaumkulturen zum größten Anbaugebiet in Europa entwickelt. 1990 betrug die Anbaufläche noch 3.000 ha. Zuletzt kamen nach dem Orkan Kyrill 2007 3.000 ha dazu. Wegen der Umweltbelastung durch Pflanzenschutzmittel und der eintönigen Landschaft in Folge der großflächigen Plantagen wurde die weitere Ausbreitung der Anbaufläche begrenzt.

### Produzierendes Gewerbe
Der südwestfälische Raum ist, bezogen auf den über 40-prozentigen Beschäftigtenanteil, im produzierenden Gewerbe die drittstärkste Industrieregion Deutschlands. Im westlichen Sauerland werden die höchsten Werte mit einem Industriebeschäftigtenanteil von 43–44 % erreicht. Viele Hidden Champions haben ihren Sitz in der Region. Heute gibt es nur noch wenige Überreste der frühen Industrie. Von Bedeutung sind noch die Drahtproduktion in Altena und die Kettenproduktion im Iserlohner und Esloher Raum. Im märkischen Sauerland bestehen seit den Anfängen der Industrialisierung zahlreiche kleinere und mittlere Industriebetriebe. (Dort entstand auch das geflügelte Wort „ein Fabriksken im Keller haben“.) Heute sind dort insbesondere Zulieferbetriebe der Automobilindustrie (unter anderem Kostal, Dura Automotive) tätig.
Ebenso sind noch der Werkzeugbau und die aluminiumverarbeitende Industrie zu nennen. Nachdem schon Carl Berg und Alfred Colsman in Werdohl durch ihre Aluminiumkonstruktionen den Luftschiffbau des Grafen Zeppelin mit modernsten Materialien ermöglichten, werden heute insbesondere Aluminiumprofile (für beispielsweise den Fensterbau) und Aluminiumräder (ATS) hergestellt. RH Alurad und Borbet sind weitere international renommierte Radhersteller aus dem Sauerland.
In Iserlohn sind die pharmazeutische und die chemische Industrie vertreten. Bekannt ist das Sauerland auch für namhafte Produzenten von Leuchten im Arnsberger, Lüdenscheider und Iserlohner Raum sowie für sanitäre Armaturen (Grohe) insbesondere in und um Hemer. Im Schmallenberger Raum existieren noch immer bedeutende Unternehmen der Sauerländer Textilindustrie, so etwa die Firma Falke. Der Bergbau im Sauerland lebt heute noch als Schieferbergbau in Bad Fredeburg (Magog-Schiefer) fort.
Während das märkische Sauerland seit je her mehrere wirtschaftliche Zentren aufzuweisen hatte, lag der wirtschaftliche Schwerpunkt des Hochsauerlandkreises lange Zeit im Gebiet der heutigen Stadt Arnsberg. Besondere Bedeutung hat hier die Leuchtenindustrie. Zwar haben nur wenige ältere Unternehmen (wie die Firma BJB oder Cronenberg) die Wirtschaftsgeschichte der letzten Jahrhunderte überlebt, aber als Nachfolgeunternehmen oder Neugründungen existieren noch zahlreiche Betriebe mit überregionaler Bekanntheit. Dazu gehören etwa der Leuchtenproduzent Trilux, die Haushaltswarenproduzenten Wesco und Berndes, der Papierhersteller Wepa und der Gurthersteller Schroth.
Ein zweiter wichtiger Industriestandort des Hochsauerlandkreises ist die Kreisstadt Meschede. Hier setzte die industrielle Entwicklung auch aufgrund des Baus der Bahntrasse bereits in den 1870er Jahren ein. In Meschede finden sich neben den Honselwerken auch mehrere mittelgroße Unternehmen im Karosserie- und Fahrzeugbau sowie der Kunststoffverarbeitung und der Schraubtechnik.
Weitere gewerbliche Schwerpunkte sind in Brilon (Hoppecke Batterien), Sundern (Severin Elektrogeräte) und Olsberg (Oventrop) sowie der Kettenproduzent Kettenwulf in Eslohe. In den ehemals agrarischen Gemeinden haben sich nach dem Zweiten Weltkrieg zahlreiche meist kleinere produzierende Betriebe angesiedelt.
Mit Blick auf den Bekanntheitsgrad sauerländischer Produkte spielen die Brauereien eine besondere Rolle. Neben zahlreichen kleinen Brauereien sind vor allem Warsteiner und Veltins im Mescheder Stadtteil Grevenstein überregional bekannt. Damit liegen zwei der größten Brauereien Deutschlands nur wenige Kilometer voneinander entfernt. Zu erwähnen sind auch die Privatbrauerei Iserlohn mit ihren Bierspezialitäten aus dem Grüner Tal und die Westheimer Brauerei in Marsberg. Die Firma RC Ritzenhoff Cristall in Marsberg produziert international bekannte Designgläser. Des Weiteren ist der Spielwarenhersteller SIKU aus Lüdenscheid überregional bekannt.

### Tourismus

#### Entwicklung
Seit dem Ende des 19. Jahrhunderts wurde vor allem das obere Sauerland Ziel erholungssuchender Bewohner des Industriereviers und der Großstädte. Das schuf neue Verdienstmöglichkeiten, die dazu beitrugen, die Abwanderung aus diesen Gebieten zu mindern. Vor allem nach dem Zweiten Weltkrieg wurde das (obere) Sauerland zu einem Zentrum des Tourismus. Die Wälder und die kleinen Städte machen es zum Wandern sehr attraktiv, und viele Städte sind wegen ihrer guten Luftqualität Kurorte. Die höheren Erhebungen sind zudem beliebte Wintersportgegenden, vor allem für niederländische Touristen. Weltweit bekannt sind die Bobbahn Winterberg und das Skispringen im hessischen Willingen. Insbesondere nach der Jahrtausendwende wurde in diesem Bereich stark investiert. Es entstanden die Wintersport-Arena Sauerland mit zahlreichen Schneekanonen, eine Mountainbikearena und der 154 km lange Rothaarsteig, der das Sauerland, das Siegerland und das Lahn-Dill-Bergland verbindet, die 240 km lange Sauerland-Waldroute sowie der 251 km lange Sauerland-Höhenflug. Neben diesen Wanderwegen gibt es seit Jahrzehnten eine Vielzahl von weiteren Wanderwegen, welche meist vom Sauerländischen Gebirgsverein (SGV) betreut werden. Seit den 1990er Jahren wurden auch einige Radwege im Sauerland angelegt. Der längste dieser Radwege ist der auf ehemaligen Bahnstrecken verlaufende, 84 km lange SauerlandRadring. Der Ruhrtalradweg mit 230 km entlang der Ruhr von der Quelle am Ruhrkopf bei Winterberg bis zur Mündung bei Duisburg-Ruhrort liegt nur in seinem östlichen Teil im Sauerland. Die Aktivitäten im Radfahren im Sauerland wurden in der Bike Arena Sauerland zusammengefasst.

#### Fremdenverkehrsorte im Hochsauerland
- Winterberg (Bobbahn, Skiliftkarussell, St.-Georg-Schanze und weitere Schanzen, Wanderwege auf den Kahlen Asten und entlang des Rothaarsteigs), mit den Ortsteilen:
  - Langewiese (Biathlonstadion, Panoramablick, Skilanglauf-Loipen, Natur und Wandern entlang des Rothaarsteigs)
  - Neuastenberg (Ski-Alpin-Abfahrten, Wintersportmuseum, Kartbahn, Biathlonstadion)
  - Altastenberg (Wintersport und Wandern im Gebiet des Kahlen Astens)
- Schmallenberg (Wandern, Mountainbike, Ski alpin, Skilanglauf und Biathlon)
- Willingen (Mühlenkopfschanze, Wintersport)
- Usseln (Wintersport)
- Bruchhausen (Naturdenkmal Bruchhauser Steine, Wasserschloss, Bergrodelbahn, Wintersport)

#### Freizeitparks und weitere Freizeiteinrichtungen
Bedeutende touristische Zentren sind die großen Freizeitparks, der 80 ha große Panorama-Park Sauerland Wildpark in Kirchhundem, das Fort Fun Abenteuerland in Bestwig mit 400.000 Besuchern jährlich und der 200 ha große Wildwald Voßwinkel mit 120.000 Besuchern jährlich.
Weitere Sporteinrichtungen zur Freizeitgestaltung sind unter anderem Erlebnisbäder in Arnsberg-Hüsten, Bad Fredeburg („Sauerlandbad“), Finnentrop, Iserlohn („Seilerseebad“), Olpe, Plettenberg (Aqua Magis), Warstein („Allwetterbad“) und Winterberg sowie Sommerrodelbahnen in Winterberg, Bestwig (Fort Fun) und Olsberg-Bruchhausen (Sternrodt).

## Verkehr

### Straßen und Wege
Straßen, Landstraßen, Hohlwege oder Feldwege bestanden vielfach schon vor dem Mittelalter. Dazu gehörten die über 1000 Jahre alte und rund 500 km lange Heidenstraße, die von Leipzig über Kassel nach Köln führte, der Römerweg sowie der Kriegerweg, der Siegen mit Paderborn verband.
Bis ins 19. Jahrhundert führten die bis dahin unbefestigten und kaum unterhaltenen „Verkehrswege“ vorzugsweise über die Höhen, weil die Täler wegen der unregulierten Gewässer häufig unpassierbar waren. Im Sauerland war der Fuhrmann bis weit ins 19. Jahrhundert hinein ein wichtiger Beruf, der in einigen Gebieten teilweise auch den Mangel an anderen Verdienstmöglichkeiten kompensieren konnte.
Affeln (Neuenrade) war bekannt als Kreuzungspunkt eines Wegenetzes, das in viele Himmelsrichtungen ging. Auch die damalige Königstraße führte über diesen Ort. Je nach Witterung nur schwer passierbar war die Hönnetalstraße von Menden über Balve nach Werdohl. Neben den Furten waren gut passierbare Brücken über die Hönne wichtige Übergänge zum Beispiel von Küntrop (Neuenrade) nach Garbeck (Balve), die Brücke vor dem alten Balver Stadttor (abgerissen), die Brücke von Sanssouci (Balve) nach Beckum (Balve), die sehr alte, denkmalgeschützte Brücke in Volkringhausen (Balve) sowie die Brücken in Lendringsen und in Menden. Im schwer passierbaren Hönnetal soll es im Mittelalter der Sage nach häufig zu Raubüberfällen gekommen sein; die Burg Klusenstein galt als „Raubritterburg“.
Straßen mit befestigtem Oberbau – meist eine Packlage aus Schotter –, sogenannte Chausseen, wurden erst zu Ende des 18. Jahrhunderts gebaut. Die erste im Sauerland war die in dieser Region um 1780 gebaute Holland-Frankfurt-Straße, die von den Niederlanden kommend über Wesel, Essen, Hagen, Halver, Meinerzhagen, Drolshagen, Olpe, Kreuztal, Siegen, Dillenburg und Wetzlar nach Frankfurt führte, im Sauerland allerdings nur Stückwerk blieb. König Friedrich Wilhelm II. (1786–1797) ordnete an, dass „Kunststraßen“ mit gewölbtem Profil gebaut werden sollten, besonders im „Suderlandischen Theile“ der Grafschaft Mark, und zwar wegen der Felsen mit einer Breite von wenigstens 12 bis 16 Fuß.
Der Oberpräsident Ludwig von Vincke fand bei der Übernahme seiner Amtsgeschäfte außer der Holland-Frankfurt-Straße nur drei teilweise fertiggestellte Chausseen im ehemaligen Herzogtum Westfalen vor: die heutige B7 von Canstein (Marsberg) über Brilon, Meschede und Arnsberg nach Menden, die Straße zwischen Werl und Olpe über Wickede, Neheim, Hüsten und Sundern und die Straße von Meschede nach Grevenbrück. Erst mit dem Bau der Minden-Koblenzer Chaussee in den 1830er Jahren begann eine Erschließung der Region durch ein vollkommen neues Straßennetz mit befestigten Straßen, bei deren Trassierung auch auf eine geringere Steigung geachtet wurde. Gleichzeitig gerieten viele der uralten Fernstraßen und Fuhrmannswege in Vergessenheit und sind heute nur noch als zugewachsene Hohlwege in der Landschaft erkennbar.
Um die Straßen in Ordnung zu halten, wurde an Schlagbäumen Wegegeld erhoben, so in Holzen, Sanssouci, auf der Kuschert bei Blintrop, auf der Wilhelmshöhe, bei Buchholz zwischen Neuenrade und Altena und in Finnentrop an der Lennebrücke.
Die Erschließung durch Autobahnen erfolgte erst sehr spät und auch nicht so dicht wie in anderen Regionen, weil die schwierige Topographie den Bau sehr erschwert. Am 25. Oktober 1971 wurde die Sauerlandlinie (A 45) für den Verkehr freigegeben. Am 7. Dezember 1976 wurde das letzte Teilstück der Autobahn Köln–Olpe (A 4) fertiggestellt; der Weiterbau über das Kreuz Olpe Süd hinaus durch das Rothaargebirge zum Kirchheimer Dreieck wurde zurückgestellt. Seit dem 1. Dezember 2006 ist allerdings der Anschluss zur Hüttentalstraße bei Krombach in Betrieb. Den Norden des Sauerlandes erschließt die noch nicht ganz fertiggestellte Bundesautobahn 46 Hagen–Iserlohn–Arnsberg–Bestwig. Der nordöstliche Teil des Sauerlandes ist auch über die Autobahn Dortmund–Kassel zu erreichen.

### Eisenbahnen

#### Bergisch-Märkische Eisenbahn-Gesellschaft
Das Sauerland wurde trotz der bis 1833 zurückreichenden Planungen erst relativ spät vom Eisenbahnverkehr erschlossen. Entscheidende Bedeutung für diese Entwicklung kommt der 1843 gegründeten Bergisch-Märkischen Eisenbahn-Gesellschaft (BME) zu. Dieses Unternehmen war im 19. Jahrhundert die zweitgrößte (nominell private) Eisenbahngesellschaft im Königreich Preußen und darüber hinaus in Deutschland. Es schuf in rund zwei Jahrzehnten den Kern des Schienennetzes, wie es bis heute im Sauerland noch besteht.
Den Anfang machte im Jahre 1859 die Ruhr-Sieg-Strecke, gefolgt von der Biggetalbahn und der Volmetalbahn.
In den 1870er Jahren erschloss die BME auch den Norden des Sauerlandes durch die Obere Ruhrtalbahn. Die letzte Bahnstrecke im Sauerland, die noch von der BME geplant worden war, wurde 1882 von Menden bis Hemer in Betrieb genommen und 1885 über den neu errichteten Iserlohner Ostbahnhof bis Iserlohn weitergeführt.

#### Staatliche Nebenbahnen
Von der Reichsbahndirektion Elberfeld wurden die Bahnstrecke Altenhundem–Wenholthausen, die Verlängerung der Volmetalbahn sowie die Ardey-Bahn gebaut. Weiterhin wurden die Bahnstrecke Finnentrop–Wennemen, die Bahnstrecke Plettenberg–Herscheid und die Bahnstrecke Altenhundem–Birkelbach gebaut und außerdem die Hönnetalbahn erstellt.

#### Privat- und Kleinbahnen
Bedeutend für die Region waren die Kleinbahnen. Die Kreis Altenaer Schmalspur-Eisenbahn (KAS) verband Lüdenscheid mit Altena und Werdohl sowie Schalksmühle mit Halver. Die Iserlohner Kreisbahn (IKB) verkehrte hauptsächlich zwischen Iserlohn, Hemer, Altena und Hohenlimburg. In Hohenlimburg verkehrte die Hohenlimburger Kleinbahn (HKB). Im südlichen märkischen Sauerland gab es die Plettenberger Kleinbahn (PKB). Weiterhin folgten Ruhr-Lippe-Kleinbahnen, die Westdeutsche Eisenbahn-Gesellschaft und die Kleinbahn Steinhelle–Medebach.

#### Stilllegungen
In den Jahren nach der Währungsreform von 1948 begannen umfangreiche Stilllegungen, sodass heute nur noch ein Grundnetz existiert. Die Feinverteilung im ÖPNV in der Fläche des ländlichen Raumes obliegt in weiten Teilen dem Omnibusverkehr.

## Kultur
Die Kultur im kurkölnischen Sauerland ist stark geprägt durch den fest verwurzelten Katholizismus seiner Bewohner. Als Teil des Kulturraumes Westfalen ist die Kultur des Sauerlandes mit der Aufteilung in Hochsauerland und dem eher protestantisch geprägten Märkischen Sauerland jedoch nicht einheitlich ausgeprägt.

### Religion
Seit der Reformation ist das Sauerland konfessionell vielfältig. In der Grafschaft Mark verbreitete sich die Reformation seit den 1530er Jahren. Obwohl der Landesherr Johann III. von Jülich-Kleve zunächst noch einen Mittelweg zwischen den entstehenden Konfessionen anstrebte, entschieden sich die dortigen Städte und Kirchengemeinden für die Reformation lutherischer Prägung. Gefördert durch die dem reformierten Bekenntnis angehörenden Hohenzollern, seit 1614 Landesherren der westfälischen Mark, entstanden hier jedoch auch einzelne reformierte Gemeinden in den größeren, wirtschaftlich aufstrebenden Städten, so Altena, Iserlohn und Lüdenscheid. Bedingt durch die preußische Toleranzpolitik konnten sich ebenfalls bald erneut katholische Gemeinden etablieren. König Friedrich Wilhelm III. setzte ab 1817 den organisatorischen Zusammenschluss lutherischer und reformierter Gemeinden in Preußen durch. Die lutherische Prägung des märkischen Sauerlandes ist aber noch erkennbar, etwa im Unterschied zum ursprünglich reformierten Siegerland. Äußerlich ablesbar ist dies an den für die lutherische Konfession charakteristischen Kanzelaltären in den älteren Stadt- und Dorfkirchen. Dagegen blieb das Herzogtum Westfalen im Wesentlichen katholisch. Geprägt wurde diese Region von der Gegenreformation, katholischer Reform und dem Barockkatholizismus.
Die konfessionellen Unterschiede zwischen den Teilen des Sauerlandes sind auch heute noch vorhanden. Der Hochsauerlandkreis ist trotz Zuwanderungen in den letzten Jahrzehnten mit einem Anteil von über 70 Prozent immer noch ein Schwerpunkt des Katholizismus in Westfalen. Ähnliches gilt für den Kreis Olpe. Dagegen überwiegt im Märkischen Kreis nach wie vor das evangelische Bekenntnis.
Daneben haben sich in den letzten Jahrzehnten auch Veränderungen ergeben. Infolge von Migrationsbewegungen sind Muslime im Märkischen Kreis stärker vertreten als im Durchschnitt Westfalens. Etwa erhielten (freikirchliche) christliche Gemeinschaften unter anderem infolge der Zuwanderung von Russlanddeutschen Zulauf, haben aber unter anderem aufgrund der preußischen Religionspolitik im märkischen Sauerland bereits eine längere Tradition. Dagegen spielen sie im Kreis Olpe mit 0,1 % weiterhin kaum eine Rolle. Wenngleich neue religiöse Bewegungen nur eine geringe Rolle spielen, so sind auch sie im Märkischen Kreis etwas verbreiteter als in vielen anderen Teilen Westfalens. Örtlich bedeutend sind seit wenigen Jahrzehnten evangelikale oder charismatische religiöse Gemeinschaften. Die religiöse Vielfalt ist im Märkischen Kreis, wie auch im benachbarten Ruhrgebiet, im westfälischen Vergleich hoch. Im Hochsauerlandkreis und im Kreis Olpe dagegen ist diese in Westfalen am geringsten ausgeprägt.

### Sprache und Literatur
Im Sauerland wurde früher Sauerländer Platt oder Siuerlänner Platt gesprochen. Im Gegensatz zu anderen westfälischen Regionen wie dem Ruhrgebiet konnte sich im ländlichen Sauerland das Sauerländer Platt noch bis in die 1960er Jahre als Verkehrssprache behaupten. Sauerländer Platt war die niederdeutsche Volkssprache im Sauerland, in der Regel wird sie zum westfälischen Zweig des Niedersächsischen gerechnet. Mittlerweile wird Platt hauptsächlich nur noch von der älteren Bevölkerungsgruppe gesprochen, da es an die nachfolgenden Generationen nicht weitergegeben wurde. Auch die passive Sprachkompetenz ist vor allem im Märkischen Sauerland stark rückläufig. Trotz Engagements von Vereinen und Schulen geht man davon aus, dass in der nächsten Generation das Sauerländer Platt ausgestorben sein wird. Die heutige hochdeutsche Umgangssprache im Sauerland enthält jedoch oft noch plattdeutsche Elemente, wie das „dat“ und „wat“. Charakteristisch für das Sauerland ist die westfälische Refrainfrage „woll?“ (auch „wonnich?“ als Kontraktion von „woll nicht?“), die an das Satzende gestellt wird, um die Zustimmung des Zuhörers zu erfragen. Bei der jüngsten Generation wird es durch „ne?“ verdrängt.
Im 19. und frühen 20. Jahrhundert wurden die niederdeutschen Sprachformen wissenschaftlich erforscht (beispielsweise Friedrich Leopold Woeste) und von einigen Schriftstellern (beispielsweise Christine Koch, Friedrich Wilhelm Grimme) auch für Lyrik- und Prosaarbeiten, oft mit regionalen Handlungsbezügen, verwendet. Die Christine-Koch-Gesellschaft unterhält in Schmallenberg ein Sauerländer Literaturarchiv mit rund 2000 Periodika und Büchern. Die Bibliothek ist im „Schmalen Haus“ neben dem Schmallenberger Rathaus untergebracht. Es gibt auch einige Sagen aus dem Sauerland.
Als moderne literarische Werke mit Bezug zum Sauerland finden Kriminalromane (beispielsweise von Kathrin Heinrichs, Friedel Thiekötter) seit einigen Jahren wachsendes Interesse. Im Jahr 2005 fand die Criminale daher im Sauerland statt.

### Volksfeste und Brauchtum
Zum kulturellen Leben fast jeder sauerländischen Gemeinde gehören in erster Linie die jährlichen Schützenfeste. In nahezu jedem Dorf lässt sich ein Schützenverein (vor allem in der ehemaligen Grafschaft Mark) oder eine -bruderschaft (vor allem im ehemaligen Kurköln) finden. In Iserlohn findet jährlich das Schützenfest des „Iserlohner Bürgerschützenvereins“ (IBSV) statt, das als größtes Volksfest Südwestfalens gilt.
In den ehemals kurkölnischen Gebieten ist Karneval ein weiteres beliebtes Volksfest. Höhepunkt einer jeden Session sind die Rosenmontagszüge (teilweise finden die Umzüge, wie zum Beispiel in Menden, auch am Tulpensonntag statt). Einer der längsten Rosenmontagszüge des Sauerlandes ist der in Warstein-Belecke. Der größte Veilchendienstags-Umzug, mit mehr als 2000 aktiven Teilnehmern und bis zu 30.000 Besuchern, findet in Attendorn statt.
Auch Heimatvereine engagieren sich meist auf lokaler Ebene stark in der Brauchtumspflege und sind im ehemals kurkölnischen Sauerland im Sauerländer Heimatbund und im märkischen Sauerland im Heimatbund Märkischer Kreis zusammengefasst. Diese sind wiederum im Dachverband des Westfälischen Heimatbundes integriert.

### Bühnen und Theater
Die Karl-May-Festspiele auf einer Freilichtbühne in Elspe finden jährlich von Juni bis September statt. Sie wurden durch Pierre Brice, den Hauptdarsteller in den Winnetou-Filmen, berühmt, als er für mehrere Spielzeiten die Hauptrolle in Elspe übernahm. Weitere Freilichtbühnen gibt es in Herdringen bei Arnsberg und Hallenberg. Bekannt als Theaterspielstätte und Veranstaltungsort für Konzerte jeder Art ist die Balver Höhle. Im Arnsberger „Sauerlandtheater“, im Iserlohner „Parktheater“ und im Kulturhaus Lüdenscheid gastieren vor allem auswärtige Ensembles. Dagegen ist die Arnsberger KulturSchmiede ständiger Spielort des Experimentaltheaters „Teatron“ von Yehuda Almagor.

### Kunst und Musik
Regelmäßige kulturelle Veranstaltungen sind unter anderem der „Kunstsommer“ in Arnsberg mit einem breiten Spektrum zwischen bildender und darstellender Kunst. Über die Region hinaus bekannt sind die „Drüggelter Kunststückchen“ als das kleinste Musikfestival Westfalens. An verschiedenen Spielstätten im Hochsauerlandkreis findet ebenso regelmäßig das Festival „Sauerland-Herbst“ statt. Jährlich finden sich zu den Meisterkursen bedeutender internationaler Solisten im Rahmen der „Iserlohner Herbsttage für Musik“ sowie zum international beachteten „Iserlohner Gitarrensymposion“ Musiker aus ganz Deutschland und darüber hinaus ein.
Auf der Burg Altena fand bis in das Jahr 2012 jährlich der „Burgrock“ statt, bei dem schon Fury in the Slaughterhouse oder MIA., aber auch Nachwuchsbands aus der Region spielten. Ein weiteres bekanntes Rockfestival war bis 2012 das Under the bridge in Neheim.
Einzelne Teile des Sauerlandes wurden schon im 19. Jahrhundert von Musikern besungen. Seit den 1980er Jahren gehört das Lied „Sauerland“ von „Zoff“ zum musikalischen Gemeingut der gesamten Region. Auch die Band „Foyer des Arts“ hat das Sauerland in einem ihrer Lieder genarrt; so werden Aussagen über die Stadt Iserlohn getroffen, wie zum Beispiel „Also die gastfreundlichsten Leute wohnen immer noch in Iserlohn“ sowie „Und die Stadt ist so sauber, und die Jugendlichen so gepflegt und ordentlich.“ Außerdem veröffentlichte die Punkband „Die Kassierer“ das (für ihre Verhältnisse sehr wenig vulgäre) „Sauerlandlied“.
Unter dem Motto Mein Freund ist Sauerländer wurde 1994 und 2006 eine CD veröffentlicht, die einen Überblick über die aktuelle Pop- und Rockszene der Region bieten sollte. Überregional bekannt wurde vor allem das dazugehörige T-Shirt Mein Freund ist Sauerländer.
Von den lokalen und regionalen Bands hat vor allem die politische Hip-Hop-Band der ersten Stunde Anarchist Academy aus Lüdenscheid und Iserlohn deutschlandweit für Aufmerksamkeit gesorgt, deren Haupttexter Hannes Loh später mit mehreren Büchern über die Entstehung der deutschen Hip-Hop-Szene reüssierte und regelmäßig Beiträge für die deutsche Musikzeitschrift Intro verfasste.

### Jugendherbergswesen
In der Burg Altena eröffnete Richard Schirrmann 1912 die erste ständige Jugendherberge der Welt. Nach einer mehrtägigen Wanderung mit seinen Schülern, bei der die Gruppe während eines Unwetters mangels Alternativen spontan ein Behelfsquartier in der Dorfschule in Bröl (Hennef) einrichten musste, entwickelte Schirrmann die Idee eines flächendeckenden Netzwerkes derartiger Jugendherbergen, die schnell in ganz Deutschland Unterstützung fand. Schirrmann fungierte als erster Herbergsvater in Altena. Diese Herberge ist bis heute museal auf der Burg Altena erhalten. Jugendherbergen werden im Sauerland betrieben auf der Burg in Altena, in Lennestadt auf der Burg Bilstein, in Brilon, in Meinerzhagen, in Meschede, in Olpe-Stade am Biggesee, in Finnentrop-Bamenohl (privat), in Winterberg-Neuastenberg, in Rüthen, in Schmallenberg, in Sundern an der Sorpetalsperre und in Möhnesee am Südufer des Möhnetalsperre. Die Jugendherberge in Kirchhundem-Oberhundem wurde zum 31. Oktober 2006 aufgegeben. Früher existierten auch Häuser in Attendorn, Iserlohn, Olpe und Arnsberg.

### Kulinarische Spezialitäten
Die Küche im Sauerland entspricht weitgehend der anderer Teile Westfalens. Die Gerichte tragen bisweilen andere Bezeichnungen („Schnüsskes und Öhrkes“ beispielsweise), die Rezepturen unterscheiden sich meist nur in Details. Ausgesprochene Spezialitäten aus dem Hochsauerland sind jedoch Kröse (ein warm gegessener Wurstbrei aus Schweineblut und -fleisch, Grütze und Gewürzen) sowie Schlackerwurst (eine Art Mettwurst mit Nieren, die gern im Stielmuseintopf mitgekocht wird – nicht zu verwechseln mit der bekannten „Schlackwurst“ anderer Gegenden).
Ein altes sauerländisches Kartoffelgericht ist die Potthucke, auch vereinzelt Puffert genannt. Früher wurde sie nur aus rohen geriebenen Kartoffeln, Ungel (Rindertalg) und Salz auf dem Kohleherd im Topf über Stunden hinweg gebacken. Erste Aufzeichnungen dieses Gerichtes stammen aus der Gegend um Altena und Werdohl. In neuerer Zeit wird die Potthucke gehaltvoller, mit zusätzlich Zwiebeln, Eiern, Mehl, Mettwürsten oder auch Rauchfleisch, zubereitet. Beliebt ist auch Himmel und Erde, ein Gericht aus Stampfkartoffeln und Apfelmus. Im Sauerland weit verbreitet ist die sogenannte Rinderwurst; aus Rindfleisch wird ebenfalls die Pfefferwurst hergestellt. Eine regionale Spezialität im Hochsauerland ist die Knochenwurst.
Aus dem Sauerland stammen die bekannten und umsatzstarken Biersorten Warsteiner und Veltins. Die Privatbrauerei Iserlohn war überregional aktiv und hatte Produktionsstätten in Iserlohn und Gießen. Daneben existieren weitere kleinere, auf dem regionalen Markt agierende Brauereien.

## Sport
Von den Sportarten ist im Sauerland vor allem der Wintersport bedeutend. Im Hochsauerland, zum Beispiel in Winterberg, befinden sich zahlreiche Ski- und Rodelhänge. Auf der Rodel- und Bobbahn Winterberg werden seit Jahrzehnten Weltcups beim Rennrodeln, Bob und Skeleton durchgeführt; ferner fanden zahlreiche Welt- und Europameisterschaften statt. Die erste Europameisterschaft in Winterberg fand schon 1914 statt. Die Mühlenkopfschanze in Willingen richtet jährlich einen der stimmungsvollsten Skisprung-Wettbewerbe aus. Die Mühlenkopfschanze wurde im Jahr 1951 errichtet. 1995, 1997 und jährlich seit 1999 findet ein Weltcup-Skispringen statt, welches großen Zuschauerzuspruch findet; im Jahr 2003 kamen an drei Tagen 90.000 Besucher an die Großschanze. Sommersprungschanzen gibt es in Meinerzhagen und Winterberg. Die Wintersport-Aktivitäten im Sauerland wurden 2003 in der Wintersport-Arena Sauerland gebündelt.
Iserlohn ist Standort der in der Deutschen Eishockey Liga (DEL) spielenden Iserlohn Roosters, Spielstätte ist hier die Eissporthalle am Seilersee. Die Iserlohn Roosters bzw. deren Vorgängervereine spielten ab der Saison 1973/74 fast immer in der 1. und 2. Bundesliga bzw. nach deren Gründung in der DEL.
In Iserlohn beheimatet sind ebenfalls der Rollhockey-Erstligist ERG Iserlohn, der Basketball-Zweitligist Iserlohn Kangaroos und der Fußball-Landesligist FC Iserlohn 46/49; in Lüdenscheid ist der ehemalige Fußball-Zweitligist Rot-Weiß Lüdenscheid ansässig. Im Handballsport ist das Sauerland höherklassig durch die SG Schalksmühle-Halver (3. Liga West) vertreten.
Ebenfalls erstklassig sind zwei Kiersper Mannschaften im Motoball des DMSB. Der MSF Tornado Kierspe und der MBC Kierspe sind in der Nord-Staffel der zweigleisigen (Nord und Süd) Bundesliga (Deutsche Motoball Meisterschaft, DMM) unterwegs.
Zentren des Reitsports im Sauerland sind Balve, in dem mit dem Balve Optimum jährlich ein international bedeutendes Reitturnier stattfindet und das Heimat des Ehrenvorsitzenden der Deutschen Reiterlichen Vereinigung, Dieter von Landsberg-Velen, geworden ist, und Warstein, dessen Brauerei die Warsteiner Champions Trophy austrägt und das den erfolgreichen Springreiter Alois Pollmann-Schweckhorst hervorgebracht hat. Das Springreiten ist dabei die Haupt-Pferdesportart in diesen Orten.
Im Tennis war der TC Blau-Weiß Sundern in den Jahren 2001 bis 2004 in der Bundesliga der Herren. Blau-Weiß Sundern wurde 2002 Vizemeister und in den Jahren 2003 und 2004 Deutscher Meister. Die Rhönrad-Weltmeisterschaft 2011 fand vom 1. bis 4. Juni in Arnsberg statt.
Der Sauerländische Gebirgsverein ist der größte Verein der Region mit zirka 38.000 Mitgliedern. Der SGV für Wandersport und Nordic Walking organisiert Veranstaltungen und engagiert sich im Naturschutz.
Seit etwa 2000 hat auch der Bikesport im Sauerland an Bedeutung gewonnen. Dafür stehen unter anderem der Bikepark Winterberg, der Bikepark Warstein und die Bike Arena Sauerland zur Verfügung. Jährlich findet das zweitägige Mountainbike-Festival Mega Sports in Sundern-Hagen statt; allein am Bike-Marathon nehmen rund 1.600 Personen teil. 2008 waren Bad Fredeburg und Winterberg Etappenorte der 10. Deutschland Tour.

## Sehenswürdigkeiten

### Historische Bauwerke

#### Burgen
Zahlreiche Burgen, Schlösser und Herrensitze sind Zeugnisse adeliger Herrschaft und Repräsentation der Vergangenheit. Die Lage der in der ersten Hälfte des 10. Jahrhunderts entstandenen Grafenburg in Werl ist noch immer nicht völlig geklärt. Sie lag aber wohl in der Nähe des heutigen Kirchplatzes. Als die Werler Grafen ihren Sitz nach Arnsberg verlegten, bauten sie zunächst um 1060 die Rüdenburg, die später in den Besitz des Adelsgeschlechts der Rüdenberg überging. Auf der anderen Talseite residierten die Grafen von Arnsberg-Werl auf der Burg Arnsberg seit etwa 1144. Später bauten die Erzbischöfe und Kurfürsten von Köln die Anlage zum Schloss aus. Der letzte Bau wurde von Johann Conrad Schlaun für Clemens August von Bayern erbaut und im Siebenjährigen Krieg zerstört. Beide Arnsberger Burgen sind heute Ruinen.
Auch andere hochadelige Familien bauten zum Schutz ihrer Besitzungen Burgen. Dies gilt für die ursprünglich von den Ezzonen erbaute Burg in Hachen. Auch der Anfang der Waldenburg bei Attendorn geht auf die Ezzonen zurück. Später war sie im Besitz unterschiedlicher Herren. Die Herren von Förde-Bilstein bauten zunächst die Burg Peperburg, von der kaum etwas erhalten ist, und später die Burg Bilstein. Eine alte Burg ist auch die in Padberg. Die Vögte des Klosters Grafschaft errichteten im 12. Jahrhundert die Burg Nordenau. Eine der strategisch wichtigsten Burgen aus dem 12. Jahrhundert war die Burg Altenfels bei Brilon; sie wurde bereits im Mittelalter wieder aufgegeben.
Die Erzbischöfe von Köln erwarben verschiedene Burgen und legten zum Schutz ihres Besitzes Städte an, die auch militärische Funktionen übernahmen. In Neheim zeugen die Burgmannshäuser Gransau, Drostenhof und Fresekenhof von der Vergangenheit der Stadt als Burg. Ähnlich gingen auch die Grafen von Arnsberg vor, indem sie beispielsweise Stadt und Burg Eversberg errichteten. Sie sollten den Besitz des Grafen von Arnsberg gegen Kurköln schützen. Neben dem Erwerb älterer Burgen und der Gründung von Städten ließen die Erzbischöfe von Köln seit dem 12. Jahrhundert neue Burgen bauen. Dazu zählen etwa die Burg Schnellenberg, erstmals erwähnt 1222, Fürstenberg und Scharfenberg.
Auch die Grafen von der Mark und ihre Vorgänger bauten zum Schutz gegen die Arnsberger Grafen und die Kölner Erzbischöfe Burgen. Als Stammburg der Grafen von der Mark fungierte die Burg Altena, nach der auch die benachbarte Stadt benannt wurde. Direkt an der Grenzlinie angelegt war die Burg Klusenstein auf einem Felsen oberhalb des Hönnetals.
Von den Burgen sind nur wenige erhalten. Die meisten sind heute Ruinen. In der rekonstruierten Burg Altena wurde 1912 die weltweit erste Jugendherberge eröffnet. Auch die über 800 Jahre alte Burg Bilstein dient seit 1927 als Jugendherberge. Die Burg Schnellenberg wurde von den Freiherren von Fürstenberg später ausgebaut und kann besichtigt werden.

#### Herrenhäuser und Schlösser
Teilweise auf der Grundlage von Burgen, teilweise aus Gütern des Niederadels hervorgegangen, existierten zahlreiche Schlösser und Herrenhäuser. Das Haus Letmathe im gleichnamigen Iserlohner Ortsteil ist ein Beispiel für einen der vielen Herrensitze im Sauerland. Im Gegensatz dazu ist das Rittergut Listringhausen in Meinerzhagen nicht zu besichtigen. Beide Gebäude gelten als Wahrzeichen ihrer Stadt. Aus dem ersten Jahrtausend nach Christus stammt das Gut Stockhausen in Meschede.
Insbesondere im Zeitalter des Barock wurden ältere Gebäude zu Schlössern umgebaut. Andere wurden neu errichtet. Die Freiherren von Fürstenberg beauftragten den Baumeister Ambrosius von Oelde mit dem Bau der Adolphsburg bei Oberhundem und ließen Burg Schnellenberg umbauen. Auch der Architekt Michael Spanner war in dieser Zeit vielerorts in der Region tätig. Zu seinen Schlossbauten zählen der Umbau des Landsberger Hofes in Arnsberg und Haus Almerfeld in Brilon. Von dem von Schlaun umgebauten Schloss Hirschberg sind nur wenige Reste und das heute in Arnsberg stehende Hirschberger Tor erhalten.
Weitere Beispiele bekannter Schlösser sind Schloss Bruchhausen in Olsberg, Schloss Dahlhausen in Menden, Schloss Herdringen in Arnsberg, Schloss Körtlinghausen in Rüthen, Schloss Laer in Meschede, Wasserschloss Melschede in Sundern, Schloss Wocklum in Balve und Schloss Neuenhof in Lüdenscheid.

#### Sakrale Bauwerke
Prägende Bauwerke sind im Sauerland auch die Kirchen und Kapellen. Sie gehören zu den traditionellen Mittelpunkten der Städte und Dörfer der Region. Früheste kirchliche Ansiedlungen finden sich entlang des Hellwegs zwischen Werl, Soest und Paderborn. Die Geschichte des Stiftes Meschede reicht bis in die karolingische Zeit zurück. Das Mauerwerk des Westturms der heutigen Pfarrkirche St. Walburga stammt aus dem 9. Jahrhundert. Im 11. Jahrhundert herrschten die dreischiffigen Basiliken vor. Dazu zählen etwa St. Clemens in Drolshagen, St. Dionysius in Thülen und St. Cyriakus in Berghausen. Der für die Region typische Bautyp ist die westfälische Hallenkirche. Dazu zählen St. Peter und Paul in Wormbach, der alte Teil von St. Alexander in Schmallenberg und St. Johannes Evangelist in Eversberg. Auch die St.-Blasius-Kirche in Balve mit ihrer Oktogonkuppel gehört in diesen Zusammenhang. Ein später Vertreter ist St. Heribert in Hallenberg. Außergewöhnlich ist der romanische Zentralbau der Drüggelter Kapelle auf dem Haarstrang, deren Architektur zu zahlreichen Spekulationen Anlass gibt. Beispiele für die frühe Gotik sind St. Nikolaus in Obermarsberg und St. Laurentius, die Kirche des Klosters Wedinghausen in Arnsberg.
Daneben gibt es zahlreiche weitere bemerkenswerte mittelalterliche Kirchenbauten. Dazu zählen etwa die Oberste Stadtkirche und die Bauernkirche in Iserlohn, die St.-Vinzenz-Kirche in Menden, die Propsteikirche St. Petrus und Andreas in Brilon. Als Sauerländer Dom bekannt sind wegen ihrer Dimensionen die mittelalterliche Kirche St. Johannes Baptist in Attendorn und die aus moderner Zeit stammende Kirche St. Johannes Baptist in Neheim.
Längere Zeit wurden nur wenige Kirchen erbaut. Seit dem 17. Jahrhundert fand der Barock, teilweise in gotisierendem Stil, Eingang vor allem im kölnischen Teil der Region. Eine der Saalkirchen in diesem Stil war St. Gertrud in Oberkirchen, ähnlich auch Maria Heimsuchung in Kohlhagen, St. Lambertus in Oberhundem und St. Peter und Paul in Eslohe. Aus der Zeit des Barock stammen auch die neue Stiftskirche St. Walburga in Meschede und St. Severin in Wenden.
Viele der älteren Kirchen wurden barock umgestaltet, insbesondere durch eine neue Innenausstattung. Diese prägt vielerorts die Kirchen bis heute. Viele Künstler kamen aus der Region. Zu nennen sind etwa Heinrich Strothmann, Johann Sasse, Heinrich Papen, Johann Theodor Axer und Johann Leonhard Falter. Im 20. Jahrhundert war Joseph Buchkremer der bedeutendste Kirchenarchitekt im Sauerland.
Bemerkenswert sind auch einige Klosterbauten und -kirchen. Dazu zählen etwa im Gebiet der heutigen Stadt Arnsberg die Klöster Wedinghausen, Rumbeck und das Oelinghausen. Zu den ältesten Klöstern in Westfalen überhaupt gehören das zuvor genannte Stift Meschede und das Kloster Obermarsberg. Die Klöster Grafschaft bei Schmallenberg und Bredelar sind ebenfalls Zeugen der Vergangenheit. Auch ihrer modernen Architektur wegen bemerkenswert ist die Abtei Königsmünster in Meschede. Sie bildet die heute größte bewohnte Klosteranlage im Sauerland. Eine Sonderform zwischen Schloss und religiöser Einrichtung ist die Deutschordenskommende Mülheim.
Die jüdische Bevölkerung hat neben einigen Friedhöfen, wie denen in Rüthen oder Obermarsberg, deren Entwicklung bis in die frühe Neuzeit zurückreicht, einige Synagogen hinterlassen. Keine Synagoge wird nach dem Holocaust noch als Gotteshaus genutzt. Einige wurden so renoviert, dass ihre ehemalige Funktion noch erkennbar ist. Dazu zählen die Synagoge in Padberg, die im 18. Jahrhundert im Fachwerkstil errichtet wurde, die Synagoge in Neheim und die Synagoge in Meschede. Andere Gebäude wurden so stark umgebaut, dass ihr früherer sakraler Charakter, wie bei der Synagoge in Arnsberg, nicht mehr erkennbar ist. Eine ganze Reihe von Synagogen wie die in Brilon wurden während der Novemberpogrome 1938 völlig vernichtet.
Die muslimische Bevölkerung, insbesondere Migranten aus der Türkei, gründeten ab den 1970er Jahren so genannte Hinterhofmoscheen in umgenutzten Gebäuden. Seit 1990 gibt es in Iserlohn mit der DİTİB-Moschee, in einem um- und angebauten Fabrikgebäude, die erste Moschee mit Kuppel und Minarett. 2008 wurde mit der Fatih-Moschee in Meschede die erste komplett neue Moschee im Sauerland gebaut.

#### Fachwerk- und Schieferhäuser

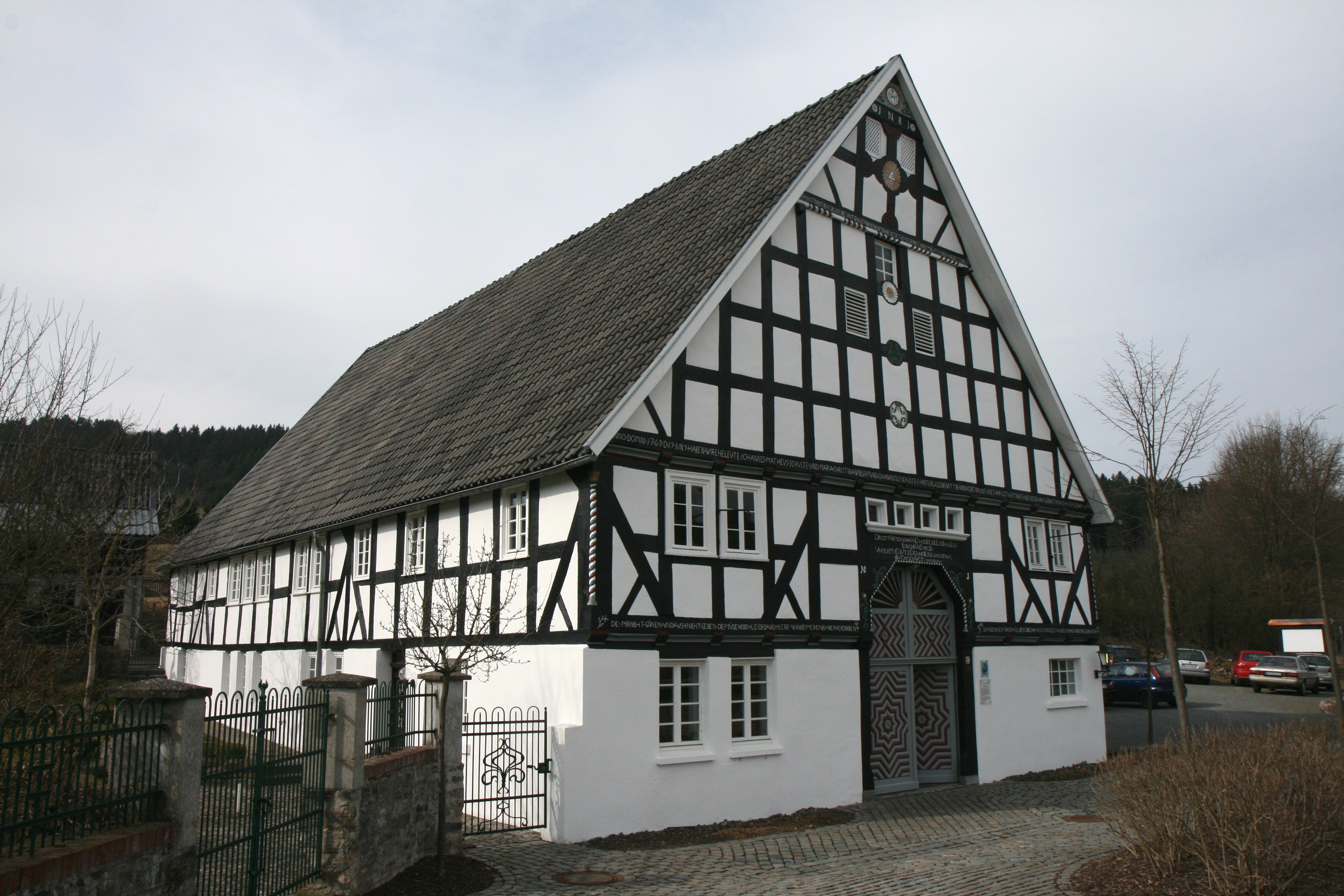
Der Stertschultenhof

Das Sauerländer Landschaftsbild präsentiert zudem viele Ansiedlungen mit der charakteristischen schwarz-weißen Fachwerkarchitektur. In den 1920er Jahren beschrieb die Heimatschutzbewegung das „typische“ Sauerländer Haus als zweigeschossiges Vierständer-Hallenhaus mit schwarz gestrichenem Fachwerk, weiß gekalkten Ausfachungen, etwas Giebel- und Torbogenschmuck, gedeckt mit einem Schieferdach. Ein typisches Beispiel dieser Architektur ist der im Jahr 1769 in Sauerländer Fachwerk erbaute Stertschultenhof in Cobbenrode. Weitere sehenswerte Beispiele findet man in vielen Sauerländer Orten wie Hallenberg, Kirchveischede und Oberkirchen. Neben der Fachwerkarchitektur gibt es auch viele Schieferhäuser im Sauerland. Insbesondere in den Gebieten mit reichlichem Schiefervorkommen gibt es eine Reihe von Orten, die von solcher Bebauung geprägt sind.

### Museen und Kulturdenkmäler

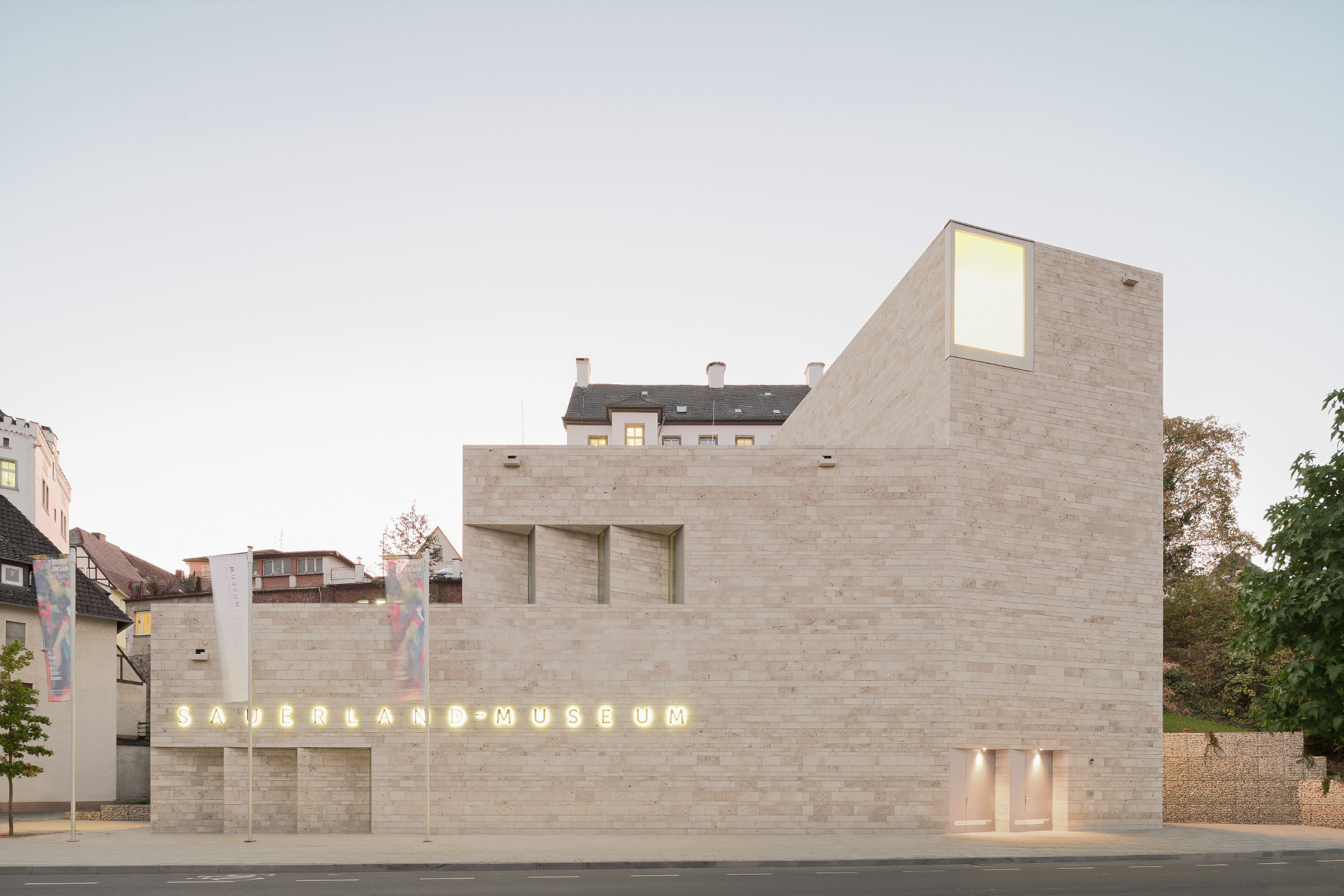
Neubau des Sauerland-Museums in Arnsberg, 2019

In Lüdenscheid befindet sich das Science Center Phänomenta. Auch das historische Museum in dieser Stadt erreicht vor allem mit seinen verschiedenen Wechselausstellungen ein überregionales Publikum. Dasselbe gilt auch für das Sauerland-Museum in Arnsberg und das Deutsche Höhlenmuseum Iserlohn. Das Deutsche Drahtmuseum in Altena ist weltweit das einzige seiner Art. In Bödefeld existiert im Rahmen der Biologischen Station Hochsauerlandkreis ein naturkundlich orientiertes Erlebnismuseum. In Dreislar erinnert das Schwerspatmuseum an die Bergbaugeschichte im Ort. Das DampfLandLeute-Museum Eslohe widmet sich insbesondere der Technikgeschichte. Das Schieferbergbau- und Heimatmuseum Holthausen zeigt neben einer Dauerausstellung mit verschiedenen Themenbereichen regelmäßig überregional beachtete Sonderausstellungen und ist mit der Südwestfälischen Galerie verbunden. Zu den bemerkenswerten lokal- oder regionalgeschichtlichen Museen gehören das Stadtmuseum Brilon, das Stadtmuseum Iserlohn, das Museum Menden, das Museum der Grafschaft Mark in Altena und das Südsauerlandmuseum in Attendorn. Hinzu kommt eine Vielzahl von Heimatmuseen und Spezialmuseen.
Zahlreiche museumsähnliche Einrichtungen erinnern in der Region an die alte gewerbliche und industrielle Vergangenheit. Besucherattraktionen sind zweifellos das Erlebnisbesucherbergwerk Ramsbeck in Bestwig und die Historische Fabrikenanlage Maste-Barendorf in Iserlohn. Mit der Wendener Hütte und der Luisenhütte Wocklum sind einige der ältesten Hochofenanlagen Deutschlands zu besichtigen. Die Luisenhütte in Balve ist mit ihrer vollständig erhaltenen Hochofenanlage, die mit Wasserkraft und Holzkohle betrieben wird, ein in Deutschland einzigartiges Industriemuseum. Das komplette 1865 stillgelegte Hüttenensemble mit Eisengießerei und Umfeld vermittelt die Geschichte des Hüttenwesens. Für Besucher ist auch der Kilianstollen in Marsberg geöffnet. Zwischen Herscheid und Plettenberg verkehrt zudem die Märkische Museums-Eisenbahn. Das Westfälische Landesmuseum für Handwerk und Technik im Mäckingerbachtal bei Hagen präsentiert als Freilichtmuseum die Geschichte von Handwerk und Gewerbe, mit Schwerpunkt der eisenverarbeitenden Industrie im Sauerland.

## Persönlichkeiten
siehe Liste sauerländischer Persönlichkeiten

### Monographien
- Detlev Arens: Sauerland mit Siegerland und Wittgensteiner Land. Kultur und Landschaft im gebirgigen Süden Westfalens. 4. Auflage. Köln 1994.
- Stefan Baumeier, Christoph Köck (Hrsg.): Sauerland – Facetten einer Kulturregion. Schriften des Westfälischen Freilichtmuseums Detmold – Landesmuseum für Volkskunde. Detmold 1994, ISBN 3-930271-20-6; darin Beiträge zu: Symbolik der Region (Ch. Köck), Hausbau (J. Kleinmanns), Heimatschutzbewegung (S. Falk), Freiräume (R. Kirsch-Stracke), Wald und Forst (B. Selter), Möbel (H.-D. Joosten) und Frommes Wohnen (Ch. Aka).
- Alfred Bruns: Die Straßen im südlichen Westfalen. Münster 1992, ISSN 0942-6981 (= Landschaftsverband Westfalen-Lippe, Veröffentlichungen aus dem Archiv des Landschaftsverbandes, Band 1).
- Rudolf Brüschke, Norbert Föckeler (Hrsg.): Jüdisches Leben im Hochsauerlandkreis. Fredeburg 1994, ISBN 3-930271-18-4 (= Hochsauerlandkreis Schriftenreihe Band III).
- Peter Bürger (Hrsg.): Friedenslandschaft Sauerland – Beiträge zur Geschichte von Pazifismus und Antimilitarismus in einer katholischen Region (= daunlots. internetbeiträge des christine-koch-mundartarchivs am museum eslohe. Nr. 77). Eslohe 2015 (sauerlandmundart.de; PDF; 7,3 MB).
- Peter Bürger (Hrsg.): Sauerländische Friedensboten. Friedensarbeiter, Antifaschisten und Märtyrer des kurkölnischen Sauerlandes. Band 1, Norderstedt 2015; Band 2, Norderstedt 2018 [Biographien von Widerstandskämpfern gegen den Nationalsozialismus].
- Ernst Dossmann: Auf den Spuren der Grafen von der Mark. Wissenswertes über das Werden und Wachsen der ehemaligen Grafschaft Mark und über den Märkischen Kreis. Iserlohn 1983, ISBN 3-922885-14-4.
- Ernst Dossmann: Papier aus der alten Grafschaft Mark: Papierherstellung und Verarbeitung im Wirtschaftsraum zwischen Volme, Ruhr und Hönne: eine wirtschaftsgeographische und familiengeschichtliche Studie zur Entwicklung eines bedeutsamen südwestfälischen Wirtschaftszweiges im Umkreis der Städte Hagen, Iserlohn, Hemer, Menden, Fröndenberg und Plettenberg. Iserlohn 1987, ISBN 3-922885-33-0.
- Karl-Peter Ellerbrock, Tanja Bessler-Worbs (Hrsg.): Wirtschaft und Gesellschaft im südöstlichen Westfalen. Dortmund 2001, ISBN 3-87023-192-0.
- Jens Friedhoff: Sauerland und Siegerland. 70 Burgen und Schlösser. Stuttgart 2002.
- Richard Götte: Flora im östlichen Sauerland. Verein für Natur- und Vogelschutz im HSK e. V. Verbreitungskarten für alle Farn- und Blütenpflanzen auf dem Gebiet der Städte Brilon, Marsberg, Olsberg, Winterberg, Medebach, Marsberg und der Gemeinde Bestwig, 2007, ISBN 978-3-00-021099-0.
- Friedrich Wilhelm Grimme: Das Sauerland und seine Bewohner. Sauerland-Verlag, Iserlohn 1929.
- Friedrich Albert Groeteken: Die Sagen des Sauerlandes. Zweite verbesserte und vermehrte Auflage. Philipp Glade, Schmallenberg 1926.
- Albert K. Hömberg: Siedlungsgeschichte des oberen Sauerlandes. Thiele, Gütersloh 1938.
- Harm Klueting (Hrsg.): Das Herzogtum Westfalen,
  - Band 1: Das kölnische Herzogtum Westfalen von den Anfängen der Kölner Herrschaft im südlichen Westfalen bis zur Säkularisation 1803. Münster 2009, ISBN 978-3-402-12827-5;
  - Band 2: Das ehemalige kurkölnische Herzogtum Westfalen im Bereich der heutigen Kreise Hochsauerland, Olpe, Soest und Märkischer Kreis (19. und 20. Jahrhundert). 2 Teilbände. Münster 2012, ISBN 978-3-402-12862-6.
- Ottilie Knepper-Babilon, Hanneli Kaiser-Löffler: Widerstand gegen die Nationalsozialisten im Sauerland – eine Untersuchung zum Verhalten der sauerländischen Bevölkerung während der NS-Zeit. Herausgegeben vom Hochsauerlandkreis, Schriftenreihe Band IV. Podszun, Brilon 2003, ISBN 3-86133-309-0.
- Peter Kracht: Sauerland, Siegerland und Wittgensteiner Land. Regionen in NRW Band 1, Münster 2005.
- Georg Mieders: Flora des nördlichen Sauerlandes. Balve 2006, ISBN 3-89053-104-0.
- Willi Mues: Der große Kessel. Eine Dokumentation über das Ende des Zweiten Weltkrieges zwischen Lippe und Ruhr/Sieg und Lenne. Erwitte 1984.
- Franz Mühlen: Das Sauerland (Westfälische Kunst). München/Westberlin 1987.
- Herbert Nicke: Vergessene Wege. Das historische Fernwegenetz zwischen Rhein, Weser, Hellweg und Westerwald, seine Schutzanlagen und Knotenpunkte. Nümbrecht 2001, ISBN 3-931251-80-2 (= Geschichte zwischen Berg, Wildenburg und Südwestfalen, Band 9).
- Horst Nieder: Zeitreise durch das Sauerland. Ausflüge in die Vergangenheit. Gudensberg-Gleichen 2006, ISBN 3-8313-1515-9.
- Joachim Nierhoff: Sauerland. 55 Highlights aus der Geschichte. Menschen, Orte und Ereignisse, die unsere Region bis heute prägen. Sutton Verlag, Erfurt 2019, ISBN 978-3-95400-942-8.
- Otmar Plaßmann: Mittelalterliche Kunst im Sauerland – Bildhandbuch. Schriften des Klosters Grafschaft, Schmallenberg 2001.
- Otmar Plaßmann: Barocke Kunst im Sauerland – Bildhandbuch. Schriften des Klosters Grafschaft, Schmallenberg 2005.
- Dietmar Sauermann (Hrsg.): Gute Aussicht – Beiträge und Bilder aus der Frühzeit des Fremdenverkehrs im Sauerland, Band 5 der Reihe Damals bei uns in Westfalen, Volkskundliche Kommission für Westfalen des Landschaftsverbands Westfalen-Lippe (Münster), Güth Verlagsgesellschaft/Heckmann Verlag, Rheda-Wiedenbrück 1990, ISBN 3-922828-48-5.
- Johann Dietrich von Steinen: Westphälische Geschichte … alle Texte über das Sauerland (Volltext-PDF (PDF; 6,1 MB) ).
- Achim Walder: Sehenswertes im Sauerland. Märkisches-, Südliches- und Hochsauerland. Walder Verlag, 2005, ISBN 3-936575-16-9.
- Anselm Weyer: Architekturführer Sauerland. DOM publishers, Berlin 2020, ISBN 978-3-86922-573-9.
- Johannes Wolburg: Das Devon im Gebiet der oberen Lenne. Abhandlungen der Preußischen Geologischen Landesanstalt, Nr. 151, Berlin 1933.
- Der Hochsauerlandkreis: Entwicklung und Wandel einer Region. Arnsberg 1996, ISBN 3-930264-12-9.
- Der Kreis Iserlohn. Ein dynamischer Lebensraum im Sauerland. Mit einführenden Texten von Wulf-Dietrich von Borcke. Sauerland-Verlag, Iserlohn 1972, ISBN 3-87695-011-2.

### Zeitschriften
- daunlots. internetbeiträge des christine-koch-mundartarchivs am museum eslohe, sauerlandmundart.de
- Südsauerland – Heimatstimmen aus dem Kreis Olpe. Vierteljährlich erscheinende Zeitschrift des Kreisheimatbundes Olpe, ISSN 0177-2899
- SüdWestfalen Archiv. Landesgeschichte im ehemals kurkölnischen Herzogtum Westfalen und der Grafschaft Arnsberg. Jährlich erscheinende historische Zeitschrift eines Arbeitskreises der Archivare der Region. ISSN 1618-8934
- Sauerland. Zeitschrift des Sauerländer Heimatbundes. Erscheinungsweise vierteljährlich, ISSN 0177-8110
- Jahrbuch Hochsauerlandkreis. Hrsg. Hochsauerlandkreis, Erscheinungsweise jährlich.